# Kropivnitski
Kropivnitski (en ucraniano: Кропивни́цький, romanizado: Kropyvnytsky, [kropɪu̯ˈnɪtsʲkɪj] (escucharⓘ)), hasta 2016 Kirovogrado, es una ciudad de Ucrania, centro administrativo de la óblast de Kirovogrado y el raión de Kropyvnytsky. Situada sobre la ribera del río Inhul, la ciudad es un centro industrial y cultural en el centro del país. La población es de aproximadamente 219 686 habitantes. 
La fundación de la ciudad a mediados del siglo XVIII está asociada con la construcción de la fortaleza de Santa Isabel, con una característica forma de flor. La ciudad experimentó un rápido desarrollo a principios del siglo XX, la industria se desarrollaba, la infraestructura urbana se expandía y la cultura florecía, especialmente en 1882, cuando se abrió el primer teatro profesional ucraniano, fundado por Markó Kropyvnytsky.

## Etimología
La ciudad ha tenido diversos nombres desde su fundación en 1754:  
| Años        | Nombre |
| ----------- | --- |
| 1784 a 1924 | Elisavetgrado, Isabelgrado, Elisabet o Isabel. En honor a la fortaleza de Santa Isabel, patrona de la imperatriz Isabel I de Rusia |
| 1924 a 1934 | Zinóvievsk. En honor a Grigori Zinóviev                                                                                            |
| 1934 a 1939 | Kírovo. En memoria de Serguéi Kírov                                                                                                |
| 1939 a 2016 | Kirovogrado. Creación de la óblast de Kirovogrado.                                                                                 |
| desde 2016  | Kropyvnytsky. Cambio por la ley de descomunización en Ucrania, en honor a Markó Kropyvnytsky.                                      |

## Historia

### Antes de la fundación
El territorio de la ciudad moderna y los territorios adyacentes a ella fueron durante mucho tiempo posesión de Sich de Zaporiyia. Aquí, los cosacos ucranianos fundaron asentamientos como Kushchyvka, Zavadivka y Velyka Balka, que luego se convirtieron en áreas urbanas.

### Fundación

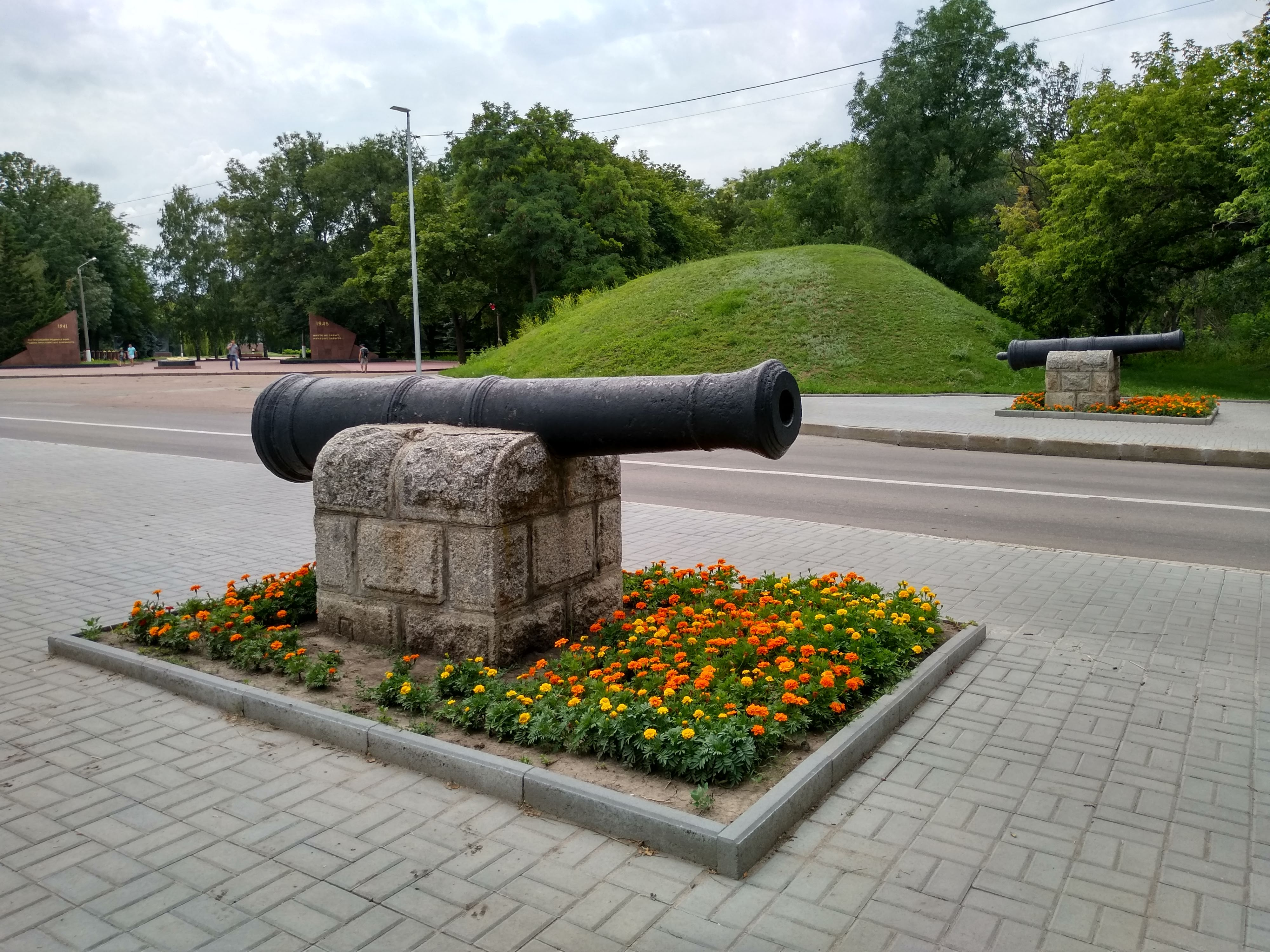
Armas en el lugar donde solían estar las puertas de la fortaleza

La creación de la actual Kropyvnytsky está ligada a la fortaleza de Santa Isabel. El 9 de enero de 1752, el Senado emitió un decreto basado en la solicitud del coronel serbio Iván Jorvat, ordenando la creación de Nueva Serbia y la construcción de la fortaleza para proteger esta. En enero de 1752, Isabel Petrovna firmó el decreto, y se otorgó un privilegio a Iván Jorvat y una instrucción a Iván Glébov en virtud de este decreto. Estos documentos no especificaban el lugar de construcción de la fortaleza, por lo que, según la orden de Glébov, se eligió un lugar fuera de Nueva Serbia, en la orilla derecha del río Inhul hasta la confluencia del Suhogliya.
Su conveniente ubicación, en la ruta entre Hadzhibey (Odesa) y Crimea; entre Zaporiyia y Polonia, determinó el futuro de la ciudad. El barrio burgués, que creció alrededor de la ciudad, apareció en 1753, antes incluso de que comenzara la construcción de la fortaleza, en la orilla opuesta a la fortaleza en el río Inhul. La aparición del barrio burgués cerca de la fortaleza fue el resultado de la creación del Regimiento Cosaco Slobidsky. El estímulo para poblar el barrio fue el permiso del Senado para realizar cuatro ferias al año en el barrio burgués y la llegada de extranjeros a las ferias. La primera feria de San Pedro y San Pablo tuvo lugar en el territorio del recién creado barrio burgués (en el área del mercado central actual) el 29 de junio de 1754, poco después de la fundación de la fortaleza.

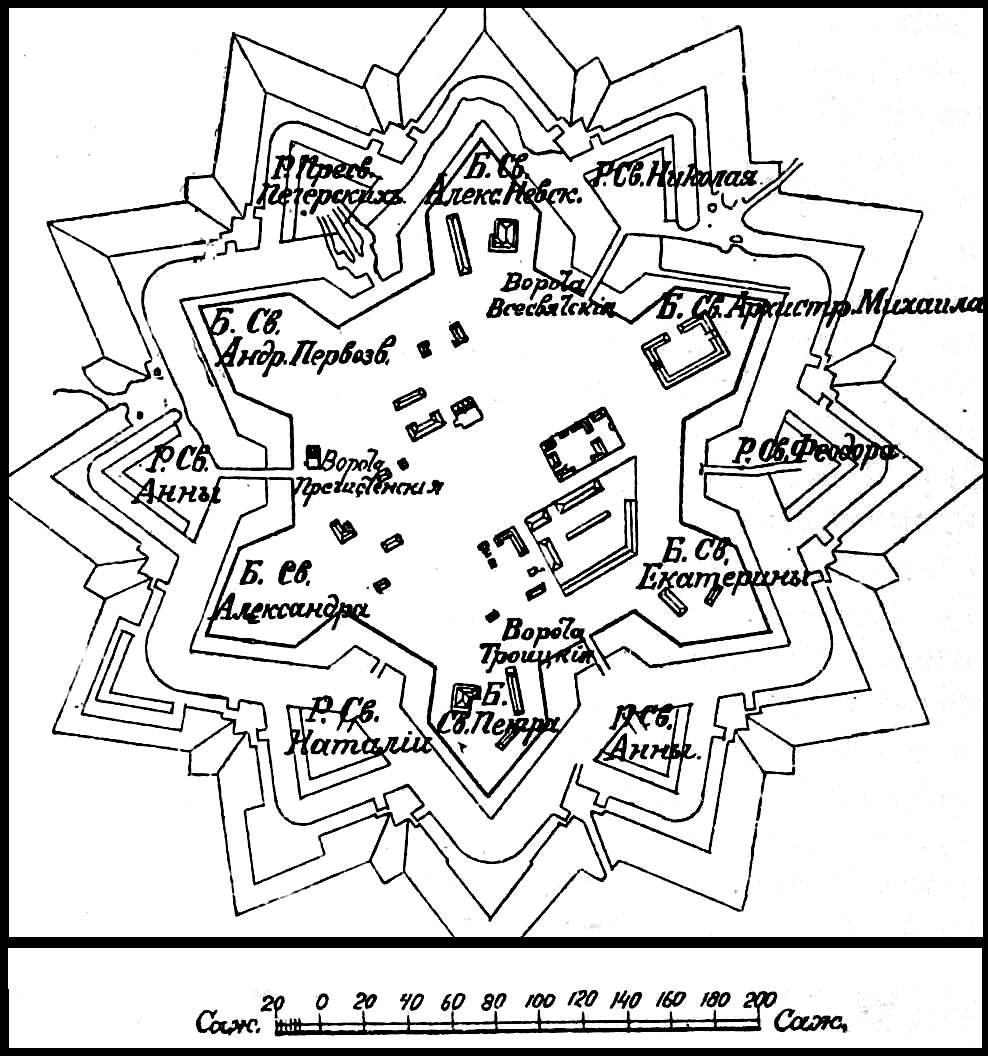
Plan-esquema de la fortaleza

El desarrollo del barrio continuó a pesar de la suspensión de la construcción de la fortaleza de Santa Isabel en 1755. En 1755, el barrio burgués recibió los atributos de la ciudad (derecho de Magdeburgo, magistrado y alcalde) y un nombre. Los documentos del Sich registran menciones del nombre de la ciudad de Isabel junto con las menciones de la fortaleza de Santa Isabel.
Desde el día de su fundación, el desarrollo de la ciudad tuvo lugar simultáneamente con la construcción y desarrollo de la fortaleza, ya que la ciudad estaba ubicada en la intersección de importantes rutas desde la costa del Mar Negro hacia el interior de Rusia. Antes de la aparición de Odesa, Jersón y Mykoláiv, Isabel era el único asentamiento significativo en el sur de Ucrania. Los comerciantes de Zaporiyia, Rusia Central, la Mancomunidad Polaco-Lituana, Moldavia, Crimea y Turquía acudían a las ferias de Isabel. En las ferias se comerciaba con productos agrícolas y ganaderos, lino, lienzo, lana y vino.
Los habitantes de Isabel eran comerciantes y artesanos. Parte de la población ucraniana de la ciudad se dedicaba al transporte de mercancías. Entre la población de la ciudad recién creada, los ucranianos predominaban, en segunda posición se encontraban los Raskolniks (rusos no étnicos, sino asimilados, que habían vivido en territorio ucraniano durante más de 50 años) y después los griegos.
Desde el inicio de la construcción del barrio burgués en 1753, gracias a los griegos, la ciudad contó con calles regulares según el modelo europeo. Eran rectas, bastante anchas y largas, y se extendían a lo largo del Inhul y perpendicularmente a él. Al mismo tiempo, los asentamientos militares que no se contaban como parte de la ciudad (los barrios de Permska y Bykivska) se construyeron prácticamente de manera caótica, sin proyectos.
Así, la ciudad debe su origen y nombre a la fortaleza. El desarrollo posterior de la ciudad ocurrió simultáneamente con la fortaleza y dependía del desarrollo del comercio, no de la fortaleza. La ciudad de Isabel fue un centro económico, y la fortaleza fue militar y administrativa. Además de la comandancia de la fortaleza, en la fortaleza se ubicaba la cancillería del Regimiento Cosaco Slobidsky, y más tarde, la cancillería provincial. La fortaleza de Santa Isabel fue el centro gubernamental de la recién creada gobernación de Nueva Rusia desde el 22 de marzo de 1764 hasta el 26 de marzo de 1765. Desde 1764, la fortaleza se convirtió en el centro de la provincia deIsabel, y desde 1775, en el centro del condado.

### Imperio ruso
Tras la disolución del Sich de Zaporiyia, comenzó el proceso de reemplazo de los topónimos cosacos por imperiales. A partir de 1775, junto con el nombre Isabel, se empezaron a usar las variantes rusificadas de Isabelgrado, el año 1784 se considera la fecha oficial de la aprobación del nombre Isabelgrado. En 1784, la fortaleza, junto con los suburbios se incorporaron a la ciudad.
El auge de la ciudad está vinculado al conde Osten-Saken. Entre 1835 y 1850, dirigió los asentamientos militares de Nueva Rusia, que incluían a Isabelgrado desde 1829. Gracias a Osten-Saken, la ciudad vio la aparición de un gran puente sobre el río Inhul, nuevos edificios de piedra, bulevares, jardines, y se iniciaron la plantación de árboles y el pavimentado de calles.
El principal arquitecto de la ciudad a mediados del siglo XIX fue Andrei Dostoyevski , el hermano de Fiódor Dostoyevski. También nací aquí escritores Aminodav Shpolyanski (Don Aminado), Yuri Daragan y Arseni Tarkovski. En la segunda mitad del siglo XIX, las relaciones capitalistas de mercado se desarrollaron rápidamente en Isabelgrado, principalmente en el sector agrario. La introducción del ferrocarril Járkov - Isabelgrado - Odesa (1868-1869) tuvo un papel importante en la economía de la ciudad, transformándola en pocos años de una ciudad agrícola a una agroindustrial. Se construyeron talleres y fábricas para la reparación y producción de maquinaria agrícola y relacionada, en particular, el lanzamiento en 1874 de la empresa de los hermanos Elworthy ingleses, que se convirtió en el líder de la industria local, la empresa pública Elworthy.

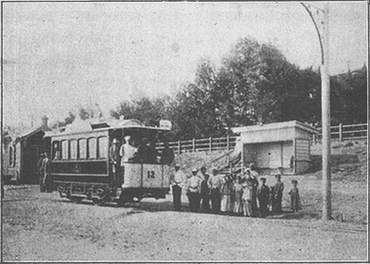
Primeros sistemas de tranvía.

Durante la gestión de Alexander Pashutin (alcalde desde 1878 hasta 1905), la ciudad vio la introducción de un sistema de agua (1893), un tranvía eléctrico (1897), una estación telefónica, un telégrafo, otros elementos de infraestructura, y una biblioteca pública. A finales del siglo XIX, había alrededor de 20 instituciones educativas en la ciudad, incluida la primera (desde 1870) institución de educación secundaria, la Escuela Real del Distrito de Isabelgrado. Isabelgrado se desarrolló activamente, adquiriendo un aspecto europeo, y en 1882 se convirtió en la cuna de la dramaturgia ucraniana, ya que en la ciudad se abrió el primer teatro profesional ucraniano, donde trabajaron destacados actores culturales ucranianos como Markó Kropyvnytsky, Iván Karpenko-Karyi, Maria Zankovetska, Mykola Sadovsky, entre otros.

### Guerra de independencia de Ucrania

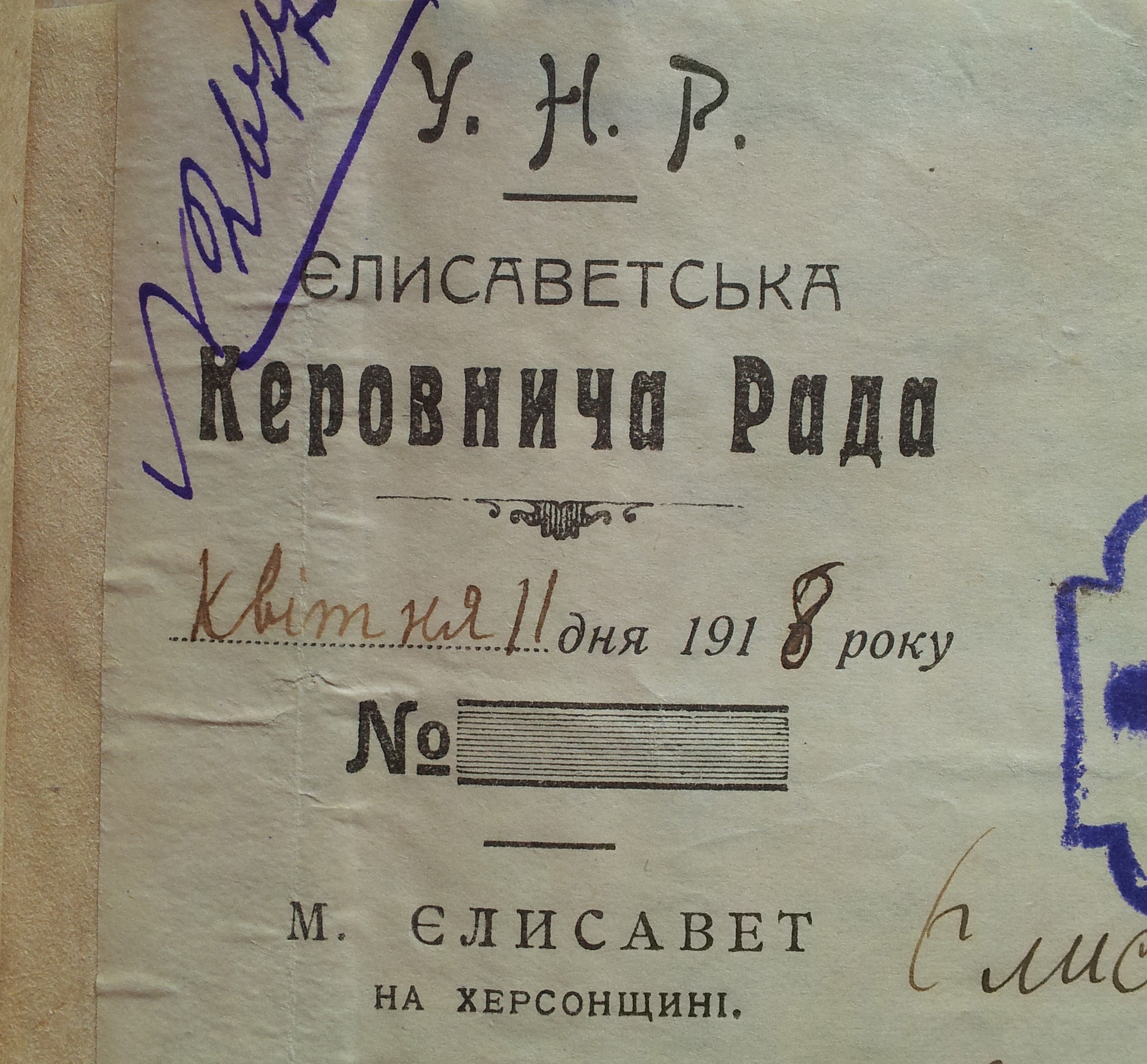
Sello de la RPU (1918)

Durante el periodo de 1917 a 1920, el poder en la ciudad cambió de manos en varias ocasiones.
La Duma de la ciudad reconoció al Consejo Central de la República Popular Ucraniana (RPU) solo en el tercer intento, el 19 de diciembre de 1917, después del golpe de Octubre. A principios de 1918, se produjeron combates en las calles de la ciudad entre las tropas de la anarquista Marusia Nikíforova y el kurén de cosacos libres, junto con los habitantes de la ciudad, resultando en 86 ciudadanos muertos y 147 heridos.
El 6 de marzo de 1918, la rada de la RPU promulgó la ley de divisiones administrativas de Ucrania, dividiéndola en Tierras, en la que se daba el nombre original de Isabel y no Isabelgrado. Este nombre se utilizó activamente en documentos oficiales, sellos y en la prensa. Hasta el 29 de abril de 1918, Isabel fue el centro administrativo de la Tierra de Nyz.
El 7 de mayo de 1919. el comandante Nikífor Grigóriev inició una rebelión antibolchevique en la ciudad, el 8 de mayo, se dirigió al pueblo ucraniano con una universal, llamando a luchar contra las tropas rusas en Jersón y los comisarios de la Checa. Durante la revuelta en el territorio controlado por los rebeldes, hubo violencia contra la población civil, numerosos asesinatos y pogromos contra los judíos (algo común durante la guerra soviético-ucraniana entre 1917 y 1921). Según Yuri Tiutiunyk, el propio atamán Grigoriev no fue el organizador de los pogromos, pero tampoco detuvo la agitación antisemita, lo que fomentó la violencia. Como resultado, murieron alrededor de 3 000 judíos de la ciudad.
En enero de 1920, las fuerzas de Denikin fueron expulsadas de Isabel por los esfuerzos combinados del 535º regimiento bolchevique y los escuadrones rebeldes del ejército de la RPU liderados por el atamán Guliy-Gulenko, por lo que se estableció el poder bolchevique en la ciudad.
Entre 1919 y 1922, operó en Isabel el Comité de Rebelión de Isabelgrado-Oleksandriya, bajo el liderazgo de Gerasim Nesterenko, subordinado a la República de Jolodnoyarsk. En 1922, la organización de Jolodnoyarsk constaba de dos divisiones, Isabelgrado-Oleksandriya dirigida por Gerasim Nesterenko-Orel y Chigirin-Zvenigorod por Larion Zavgorodniy. El atamán Nesterenko-Orel fue el último de los Grandes Atamanes de Jolodnoyarsk, elegido en un congreso representativo general.
Después de la derrota de la RPU en Isabel, el ejército soviético se consolidó definitivamente, y los bolcheviques devolvieron el nombre de Isabelgrado. Durante la guerra soviético-ucraniana y en los primeros años de la ocupación soviética de Ucrania, circuló su propio dinero en Isabelgrado.

### Ocupación soviética
Desde 1923, la ciudad fue el centro del distrito de Isabelgrado, dentro de la RSS de Ucrania. En 1924, la ciudad fue renombrada a Zinovievsk y desde 1932 formó parte de la óblast de Odesa. En diciembre de 1934, fue renombrada a Kirovo y junto con el nuevo cambio de nombre a Kirovograd en enero de 1939, se convirtió en el centro regional de la nueva óblast de Kirovogrado.
El 11 de enero de 1928, la primera estación de radio periférica de Ucrania, la Estación de Radio Zinóvievsk del 10º Aniversario de Octubre, comenzó a operar en la ciudad.
Durante la era soviética, se establecieron numerosas instituciones educativas en la ciudad. En abril de 1929, se creó un instituto de trabajo nocturno de maquinaria agrícola, aunque no estuvo operativa durante mucho tiempo. Muchos estudiantes fueron transferidos a una escuela técnica organizada para la construcción de maquinaria agrícola. En mayo de 1956, se estableció una sección nocturna del Instituto Politécnico de Járkov en la base del Instituto Técnico Agrícola de Kirovogrado. En 1962, se reorganizó la sección nocturna de Kirovogrado en una sucursal del Instituto Politécnico de Járkov. El 9 de junio de 1967, se fundó el Instituto de Maquinaria Agrícola de Kirovogrado.
El 1 de octubre de 1930, el consejo de comisarios del pueblo de la RSS de Ucrania emitió una resolución sobre la apertura de un instituto de educación popular en la ciudad. En 1933, el instituto se reorganizó en un instituto pedagógico con facultades de física-matemáticas y químico-biológicas con un período de estudio de cuatro años.  En 1935, se estableció un instituto de profesores de dos años en base al Instituto Pedagógico de Kirovogrado. El 1 de septiembre de 1939, se restableció el instituto pedagógico junto con el instituto de profesores.

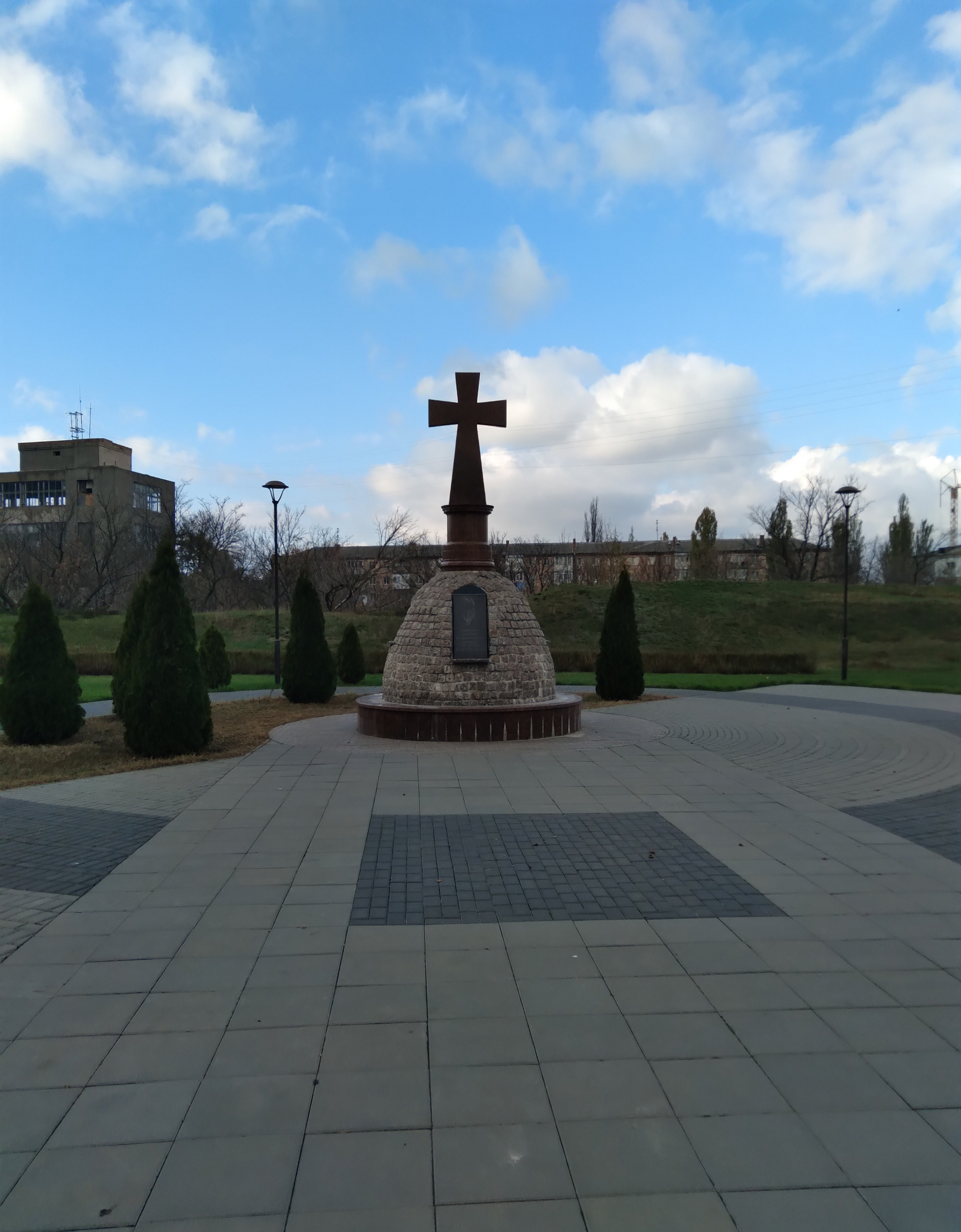
Un monumento a las víctimas del Holodomor

Durante el Holodomor y la Gran Purga 2238 habitantes murieron.
Durante los años de la Segunda Guerra Mundial, desde el 5 de agosto de 1941, la ciudad fue ocupada por las fuerzas alemanas y, a partir del 15 de noviembre de 1941, se convirtió en el centro del distrito de Kirovogrado. La ciudad fue liberada por las fuerzas soviéticas el 8 de enero de 1944 como resultado de la Operación Ofensiva de Kirovogrado.
En 1951, se estableció la Escuela de Aviación Militar de Kirovogrado para pilotos de aviación a larga distancia, que luego fue renombrada en la década de 1960 como la Escuela Superior de Aviación para Pilotos de las Fuerzas de Defensa Aérea. El primer jefe de la escuela fue el mayor general de aviación Mélnikov. Desde 1960 hasta 1978, la escuela fue la Escuela de Vuelo Avanzada de la Aviación Civil de Kirovogrado. En 1959, se creó la Escuela de Música de Kirovogrado. Inicialmente, estaba ubicada en edificios en la calle Dvoretska. En 1991, la escuela de música se trasladó al edificio del antiguo comité de distrito del Partido Comunista de Lenin en la calle Malaniuk.
En tiempos de posguerra, Kirovogrado se convirtió en un importante centro de la industria ligera y de maquinaria, con una orientación histórica y geográfica hacia la agricultura. En particular, las fábricas de maquinaria agrícola PJSC "Elvorti", bombas hidráulicas "Hydrosila", componentes de radio "Radiy", y la fábrica de máquinas de impresión "Drukmash" (no existente en la actualidad) operaron a plena capacidad. Durante la época soviética, Kirovogrado albergó al mayor fabricante de máquinas de impresión eléctrica "Yatran" - la fábrica "Drukmash".

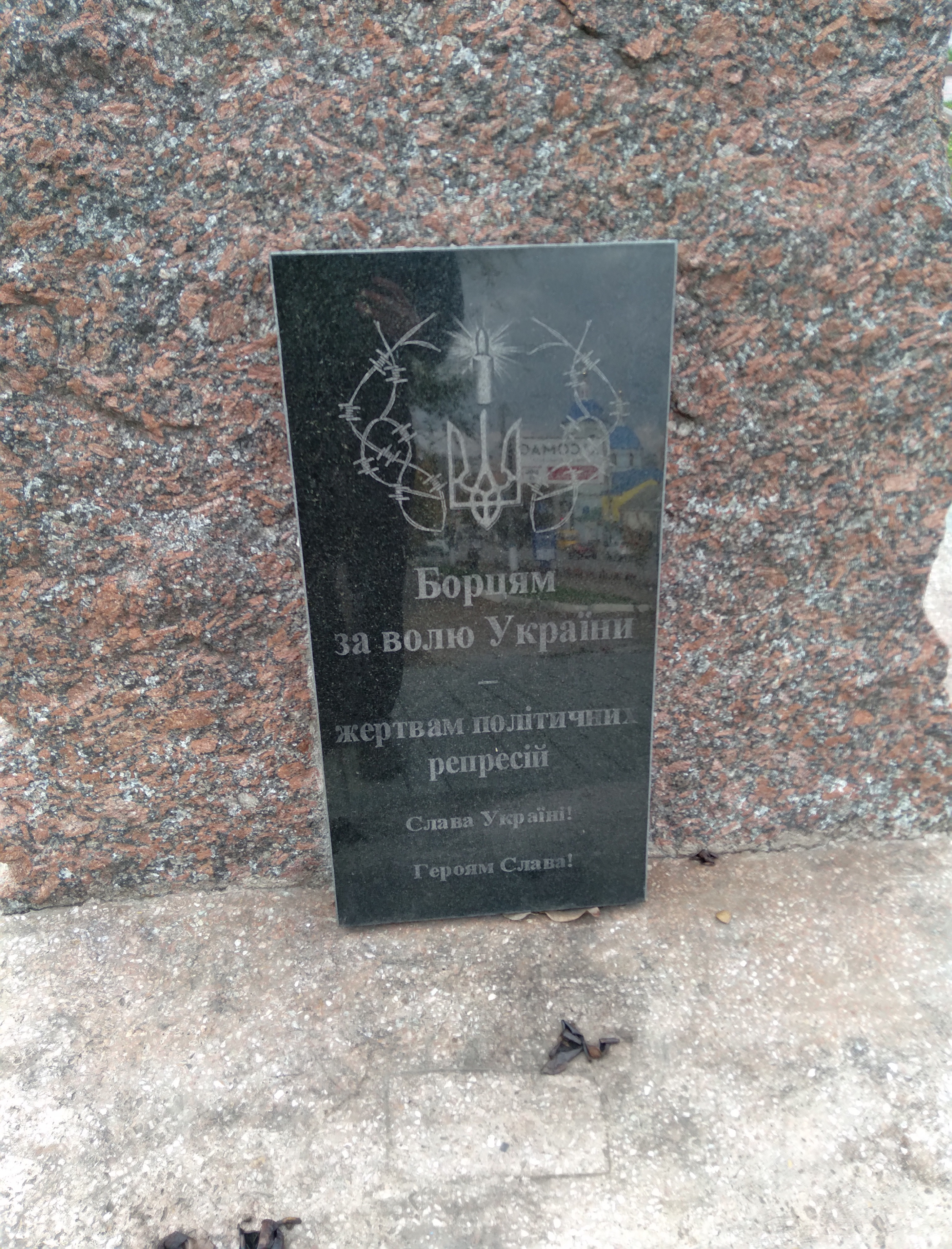
Un monumento a las víctimas de la represión política

Durante las décadas de 1960 a 1980, Kirovogrado continuó desarrollando su base económica, y la población de la ciudad se duplicó nuevamente. Durante este tiempo, se estableció una infraestructura urbana moderna, y en la década de 1970, la construcción del malecón de Inhul resolvió el antiguo problema de las inundaciones en la zona costera de la ciudad. Al mismo tiempo, se destruyeron algunas de las estructuras arquitectónicas de la ciudad, como la decoración interna del teatro durante las renovaciones. Durante la expansión de la calle Velyka Perspektyvna se demolió el edificio de Zaslavsky.

### Ucrania independiente

Mural "Ucrania es libertad" en uno de los edificios residenciales

Con motivo de la ley de descomunización en Ucrania, la ciudad pasó a llamarse Kropyvnytsky en 2016, en honor al actor de teatro y figura pública. En el verano de 2021, la ciudad fue visitada por primera vez por un bloguero extranjero. Alex van Terheyden, conocido en YouTube como el «Wondering Englishman». Mientras viajaba por Ucrania, visitó Kropivnitski y grabó un vídeo de 45 minutos sobre las atracciones locales.
Tras el inicio de la invasión a gran escala de Rusia en Ucrania en 2022, la ciudad comenzó a sufrir por los ataques de misiles del ejército ruso. Desde la mañana del 1 de marzo, los ocupantes rusos bombardearon el aeródromo de Kanátove cerca de Kropyvnytsky, tratando de destruir objetos de infraestructura. El 12 de marzo, las fuerzas rusas atacaron el aeródromo cerca de la estación de tren de Kanátove, resultando en la muerte de 7 militares. El 23 de julio, por la mañana, llegaron 13 cohetes (8 cohetes "Kalibr" de base marina y 5 cohetes X-22 desde un avión TU-22M3). El enemigo bombardeó el aeródromo militar y un objeto ferroviario, dejando 19 heridos y 3 muertos. Las alarmas aéreas en Kropyvnytsky sonaban casi a diario.
Hasta el 24 de mayo, más de 40 000 desplazados forzosos de las regiones afectadas por los combates se encontraban en la ciudad y la región. Según datos del 29 de agosto, esta cifra aumentó a 85 000 personas. Además, durante la guerra, diversas instituciones y empresas se trasladaron a Kropyvnytsky, incluyendo la Universidad Estatal de Policía de Donetsk desde Mariúpol (originalmente de Donetsk), el Instituto de Investigación Científica de Prótesis de Járkov, la Universidad Médica Nacional de Donetsk desde Kramatorsk (originalmente de Donetsk) y la Universidad Estatal Agraria-Económica de Jersón.

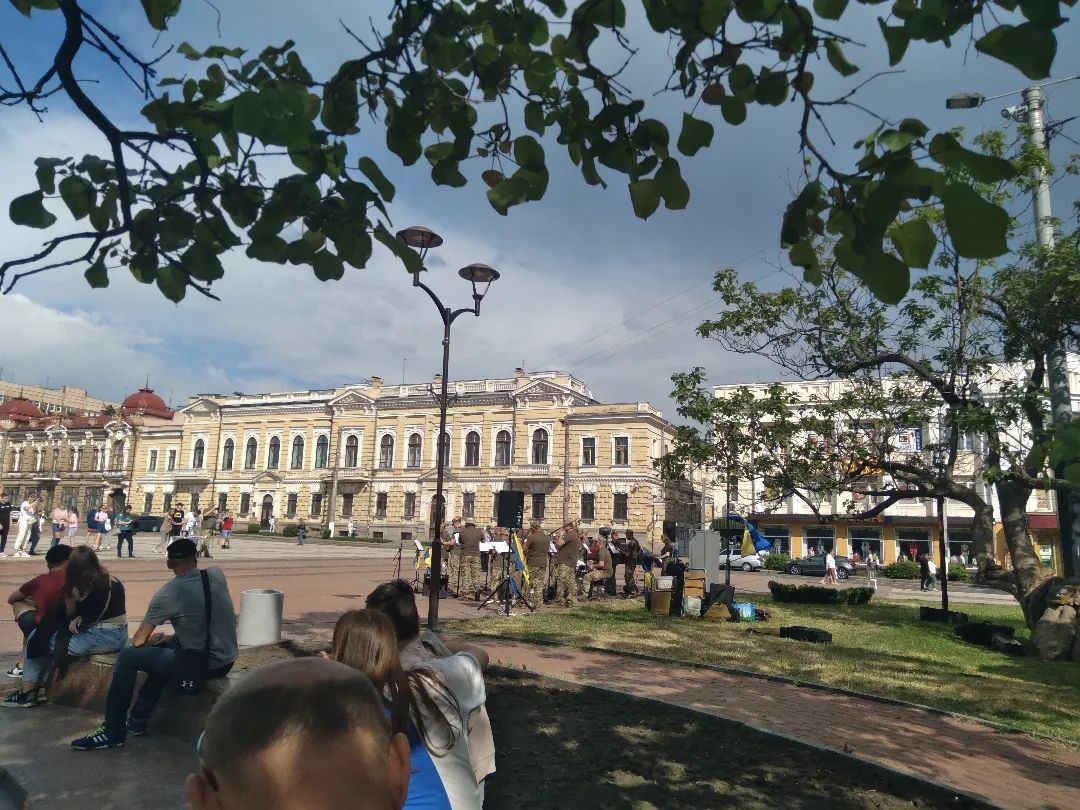
Una banda militar toca para la gente del pueblo, 2023

El 24 de mayo de 2023, en la plaza de los Héroes de Maidan la orquesta del 3.er regimiento especial independiente que lleva el nombre del Príncipe Sviatoslav el Valiente actuó para el pueblo.

## Geografía

### Biodiversidad
La ciudad se encuentra en una región donde confluyen diferentes tipos de paisajes, desde zonas urbanas hasta áreas naturales circundantes, lo que contribuye a la diversidad de especies que se pueden encontrar en la región. A pesar de la influencia humana en la zona, la biodiversidad de Kropyvnytsky incluye una variedad de flora y fauna adaptada a entornos urbanos y semiurbanos. En los parques y áreas verdes de la ciudad, es común encontrar una diversidad de árboles, arbustos y plantas ornamentales, que proporcionan hábitats propicios para insectos, aves y pequeños mamíferos.
Los ríos y cuerpos de agua cercanos, como el río Inhul, también contribuyen a la biodiversidad de la región. Estos ecosistemas acuáticos pueden albergar diversas especies de peces, anfibios y aves acuáticas. Además, la presencia de parques y espacios verdes bien mantenidos en la ciudad brinda refugio a aves migratorias y residentes.
La biodiversidad en áreas urbanas como Kropyvnytsky también está influenciada por la gestión ambiental y los esfuerzos de conservación. Los proyectos locales pueden incluir la creación de corredores ecológicos, la plantación de especies nativas y la promoción de prácticas sostenibles para mantener y fomentar la vida silvestre en la ciudad.

### Clima
Ubicada en el corazón de Ucrania central, la ciudad presenta un clima continental húmedo, caracterizado por inviernos fríos y veranos cálidos, con notables variaciones estacionales en las temperaturas. Durante los inviernos, las temperaturas descienden consistentemente por debajo del punto de congelación, y la presencia de nieve es común, otorgando a la región un paisaje invernal distintivo. Los meses más fríos suelen ser enero, con promedios que pueden alcanzar varios grados Celsius bajo cero. En contraste, los veranos son cálidos, con temperaturas que regularmente superan los 25 grados Celsius. Julio destaca como el mes más cálido, registrando máximas que pueden alcanzar o superar los 30 grados Celsius. Aunque las precipitaciones son moderadas en esta estación, contribuyen al crecimiento de la vegetación y al mantenimiento de la biodiversidad local.
Las estaciones de transición, primavera y otoño, presentan temperaturas más suaves. La primavera se distingue por el florecimiento de la vegetación y el aumento progresivo de las temperaturas. En cambio, en otoño, las temperaturas comienzan a descender gradualmente, acompañadas de un cambio en los colores de las hojas de los árboles.

En términos de precipitación, Kropyvnytsky experimenta una distribución relativamente uniforme a lo largo del año. Aunque las precipitaciones son más frecuentes en verano, no alcanzan niveles excesivos. Este patrón contribuye al crecimiento y desarrollo de la vegetación, manteniendo un equilibrio adecuado en los ecosistemas locales.
| Parámetros climáticos promedio de Kropivnitski (1991–2020, extremas 1948–presente)     | Parámetros climáticos promedio de Kropivnitski (1991–2020, extremas 1948–presente) | Parámetros climáticos promedio de Kropivnitski (1991–2020, extremas 1948–presente) | Parámetros climáticos promedio de Kropivnitski (1991–2020, extremas 1948–presente) | Parámetros climáticos promedio de Kropivnitski (1991–2020, extremas 1948–presente) | Parámetros climáticos promedio de Kropivnitski (1991–2020, extremas 1948–presente) | Parámetros climáticos promedio de Kropivnitski (1991–2020, extremas 1948–presente) | Parámetros climáticos promedio de Kropivnitski (1991–2020, extremas 1948–presente) | Parámetros climáticos promedio de Kropivnitski (1991–2020, extremas 1948–presente) | Parámetros climáticos promedio de Kropivnitski (1991–2020, extremas 1948–presente) | Parámetros climáticos promedio de Kropivnitski (1991–2020, extremas 1948–presente) | Parámetros climáticos promedio de Kropivnitski (1991–2020, extremas 1948–presente) | Parámetros climáticos promedio de Kropivnitski (1991–2020, extremas 1948–presente) | Parámetros climáticos promedio de Kropivnitski (1991–2020, extremas 1948–presente) |
| Mes                                                                                    | Ene.                                                                               | Feb.                                                                               | Mar.                                                                               | Abr.                                                                               | May.                                                                               | Jun.                                                                               | Jul.                                                                               | Ago.                                                                               | Sep.                                                                               | Oct.                                                                               | Nov.                                                                               | Dic.                                                                               | Anual                                                                              |
| -------------------------------------------------------------------------------------- | ---------------------------------------------------------------------------------- | ---------------------------------------------------------------------------------- | ---------------------------------------------------------------------------------- | ---------------------------------------------------------------------------------- | ---------------------------------------------------------------------------------- | ---------------------------------------------------------------------------------- | ---------------------------------------------------------------------------------- | ---------------------------------------------------------------------------------- | ---------------------------------------------------------------------------------- | ---------------------------------------------------------------------------------- | ---------------------------------------------------------------------------------- | ---------------------------------------------------------------------------------- | ---------------------------------------------------------------------------------- |
| Temp. máx. abs. (°C)                                                                   | 11.1                                                                               | 18.7                                                                               | 22.8                                                                               | 30.5                                                                               | 35.8                                                                               | 35.5                                                                               | 38.1                                                                               | 39.4                                                                               | 37.1                                                                               | 28.9                                                                               | 21.0                                                                               | 15.7                                                                               | 39.4                                                                               |
| Temp. máx. media (°C)                                                                  | -1.0                                                                               | 0.6                                                                                | 6.8                                                                                | 15.7                                                                               | 21.9                                                                               | 25.5                                                                               | 28.0                                                                               | 27.7                                                                               | 21.5                                                                               | 13.9                                                                               | 5.8                                                                                | 0.7                                                                                | 13.9                                                                               |
| Temp. media (°C)                                                                       | -3.6                                                                               | -2.7                                                                               | 2.3                                                                                | 9.9                                                                                | 15.8                                                                               | 19.6                                                                               | 21.7                                                                               | 21.0                                                                               | 15.4                                                                               | 8.8                                                                                | 2.6                                                                                | -1.8                                                                               | 9.1                                                                                |
| Temp. mín. media (°C)                                                                  | -6.2                                                                               | -5.6                                                                               | -1.6                                                                               | 4.3                                                                                | 9.7                                                                                | 13.7                                                                               | 15.4                                                                               | 14.5                                                                               | 9.6                                                                                | 4.5                                                                                | -0.1                                                                               | -4.2                                                                               | 4.5                                                                                |
| Temp. mín. abs. (°C)                                                                   | -30.0                                                                              | -31.1                                                                              | -25.0                                                                              | -8.0                                                                               | -2.8                                                                               | 2.2                                                                                | 6.4                                                                                | 3.0                                                                                | -5.0                                                                               | -10.0                                                                              | -21.2                                                                              | -26.1                                                                              | -31.1                                                                              |
| Precipitación total (mm)                                                               | 29.4                                                                               | 29.7                                                                               | 31.1                                                                               | 33.8                                                                               | 43.8                                                                               | 74.2                                                                               | 66.5                                                                               | 48.7                                                                               | 47.6                                                                               | 35.3                                                                               | 36.1                                                                               | 32.2                                                                               | 508.4                                                                              |
| Días de precipitaciones (≥ 1.0 mm)                                                     | 6.7                                                                                | 6.1                                                                                | 6.8                                                                                | 6.4                                                                                | 7.1                                                                                | 8.6                                                                                | 6.8                                                                                | 5.3                                                                                | 5.7                                                                                | 5.2                                                                                | 6.2                                                                                | 6.6                                                                                | 77.5                                                                               |
| Humedad relativa (%)                                                                   | 85.9                                                                               | 88.3                                                                               | 78.1                                                                               | 66.5                                                                               | 61.9                                                                               | 67.4                                                                               | 66.4                                                                               | 63.4                                                                               | 69.6                                                                               | 77.3                                                                               | 86.5                                                                               | 87.8                                                                               | 74.5                                                                               |
| Fuente n.º 1: Pogoda.ru                                                                |                                                                                    |                                                                                    |                                                                                    |                                                                                    |                                                                                    |                                                                                    |                                                                                    |                                                                                    |                                                                                    |                                                                                    |                                                                                    |                                                                                    |                                                                                    |
| Fuente n.º 2: World Meteorological Organization (precipitation and humidity 1981–2010) |                                                                                    |                                                                                    |                                                                                    |                                                                                    |                                                                                    |                                                                                    |                                                                                    |                                                                                    |                                                                                    |                                                                                    |                                                                                    |                                                                                    |                                                                                    |

### Demografía
La invasión rusa de Ucrania provocó una nueva oleada de ucranización en la ciudad, en la que cada vez más personas optaron por hablar ucraniano. Según una encuesta realizada por el Instituto Republicano Internacional en abril-mayo de 2023, el 77 % de la población de la ciudad hablaba ucraniano en casa, y el 20 % hablaba ruso.Es importante recordar que la situación demográfica en Ucrania ha sido influenciada por el conflicto con Rusia, estos eventos pueden haber tenido un impacto en la demografía de la ciudad, incluyendo posibles cambios en la composición étnica y el número total de habitantes debido a los movimientos de población internos y externos.
| 1858    | 1873    | 1897    | 1910    | 1926*   | 1939*   | 1943    | 1959*   | 1970*   |
| ------- | ------- | ------- | ------- | ------- | ------- | ------- | ------- | ------- |
| 23 700  | 38 100  | 61 500  | 76 000  | 65 000  | 100 300 | 63 403  | 128 207 | 188 795 |
| 1979*   | 1989*   | 1995    | 2001*   | 2007    | 2008    | 2009    | 2010    | 2011    |
| 236 652 | 269 803 | 278 000 | 254 103 | 243 176 | 240 623 | 237 129 | 236 097 | 235 490 |

## Infraestructura

### Economía
En los últimos años, Kropyvnytsky ha mostrado un creciente interés en la tecnología y la innovación. Incubadoras de empresas y parques tecnológicos han surgido para apoyar a startups y empresas de tecnología emergentes. La ciudad se ha esforzado por atraer inversiones en investigación y desarrollo, promoviendo la colaboración entre la academia y la industria para impulsar la innovación. La infraestructura de transporte y la conectividad son factores esenciales para el desarrollo económico de Kropyvnytsky. Su ubicación estratégica en el cruce de importantes carreteras y ferrocarriles ha facilitado el comercio y el transporte de mercancías, fortaleciendo la posición de la ciudad como un centro logístico clave en Ucrania.
La presencia de un aeropuerto local ha mejorado aún más la accesibilidad, facilitando los viajes de negocios y fomentando la inversión extranjera, aunque este se encuentra fuera de servicio desde el inicio de la invasión rusa.

## Cultura

### Arquitectura
El patrimonio arquitectónico de Kropyvnytsky está impregnado de la historia de la región. Uno de los elementos más destacados es la Iglesia de la Asunción, un ejemplo de la arquitectura eclesiástica ucraniana del siglo XVII. Con sus cúpulas de cebolla y detalles ornamentales, la iglesia es un recordatorio tangible de la influencia cultural y religiosa que ha moldeado la identidad de la ciudad a lo largo de los siglos. La Fortaleza de Kropyvnytsky, construida en el siglo XVIII, es otro monumento histórico que destaca en el paisaje urbano. Este complejo defensivo cuenta con murallas de piedra, torres de vigilancia y una puerta principal destacable, ofreciendo una visión vívida de la arquitectura militar de la época.
El siglo XIX marcó un periodo de cambio significativo en la arquitectura de Kropyvnytsky, influenciado en gran medida por la Época Imperial Rusa. El Teatro Musical de Kropyvnytsky, construido en estilo neoclásico a finales del siglo XIX, es un ejemplo del estilo arquitectónico de la época. Sus columnas corintias, frontón triangular y detalles escultóricos reflejan la influencia de las corrientes estilísticas de la aristocracia rusa. Los edificios residenciales de la misma época, dispersos por el centro histórico, exhiben una fusión de estilos, desde el neogótico hasta el eclecticismo, creando una paleta arquitectónica diversa que caracteriza el ambiente urbano de Kropyvnytsky. Los edificios residenciales de la misma época, dispersos por el centro histórico, exhiben una fusión de estilos, desde el neogótico hasta el eclecticismo, creando una paleta arquitectónica diversa que caracteriza el ambiente urbano de Kropyvnytsky. 

Con el cambio de milenio, Kropyvnytsky ha experimentado un renacimiento arquitectónico que fusiona la tradición con la modernidad. El Puente de Amor, una estructura peatonal con cerramientos de cristal y luces led, es un ejemplo de cómo la ciudad ha abrazado la arquitectura contemporánea para revitalizar sus espacios públicos. La Universidad Técnica de Kropyvnytsky, con su diseño vanguardista y tecnológico, representa la convergencia de la educación moderna con la arquitectura contemporánea, destacando el compromiso de la ciudad con la innovación.

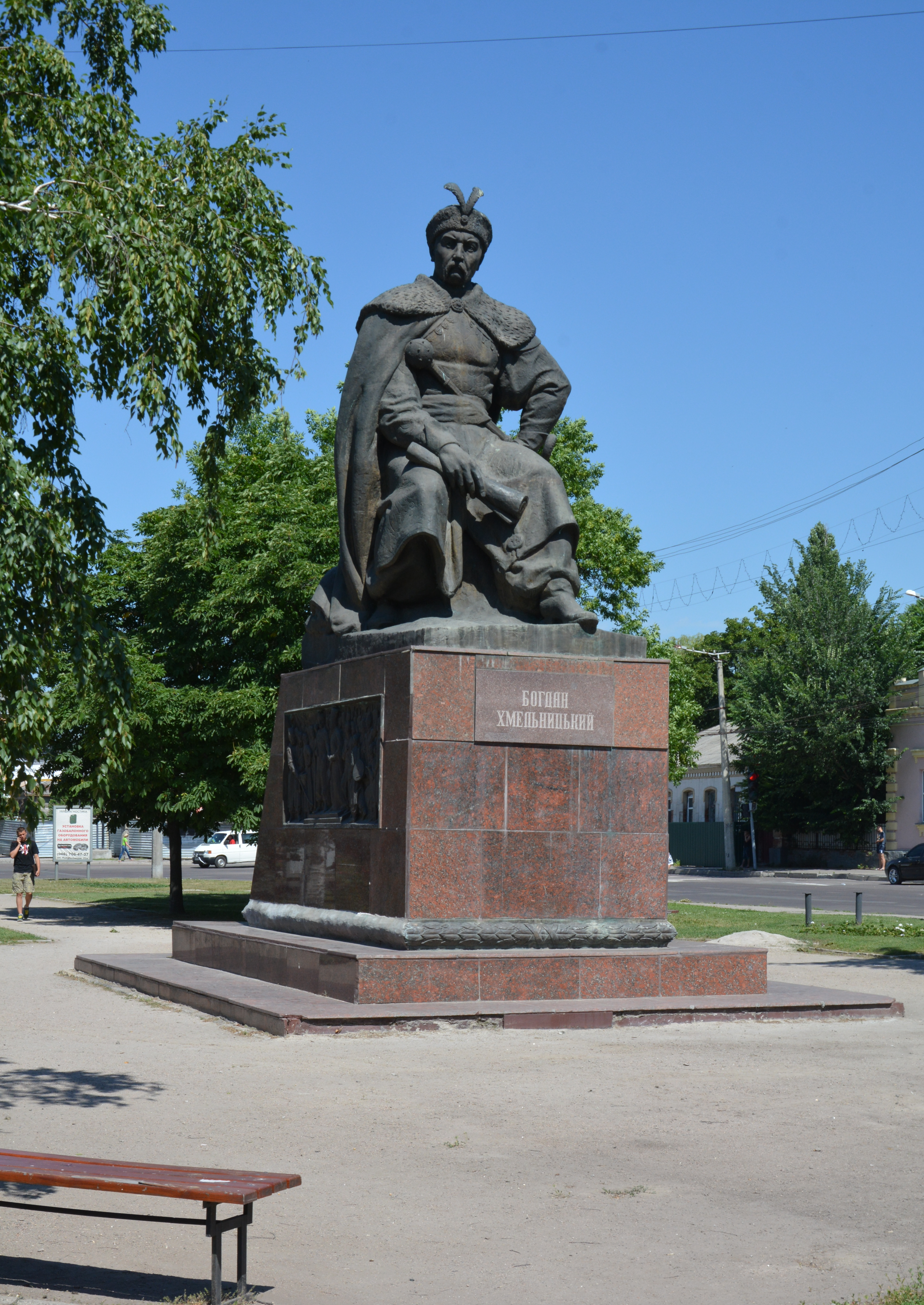
Monumento a Bogdán Jmelnitski (instalado en 1995)
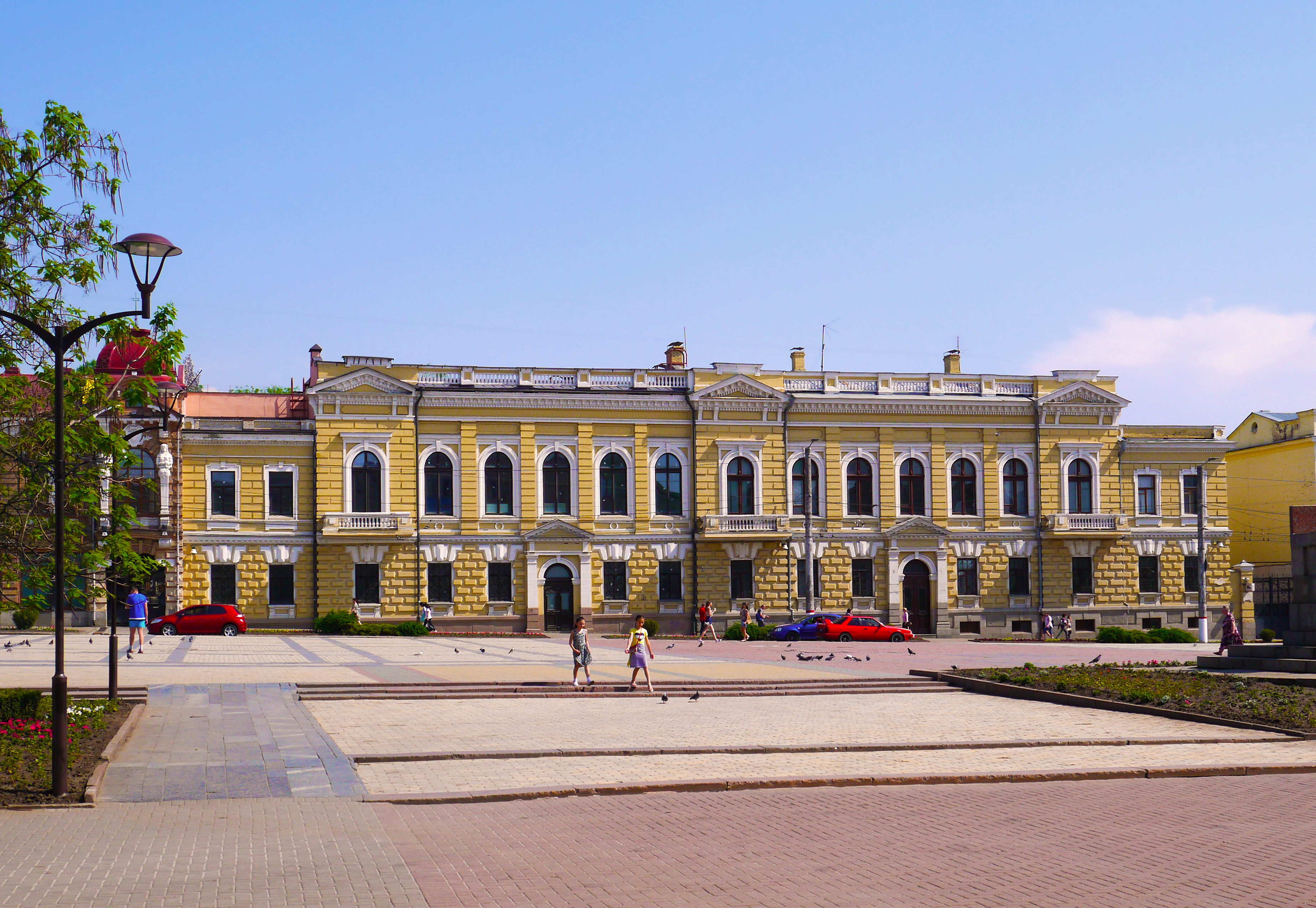
Antiguo banco estatal.
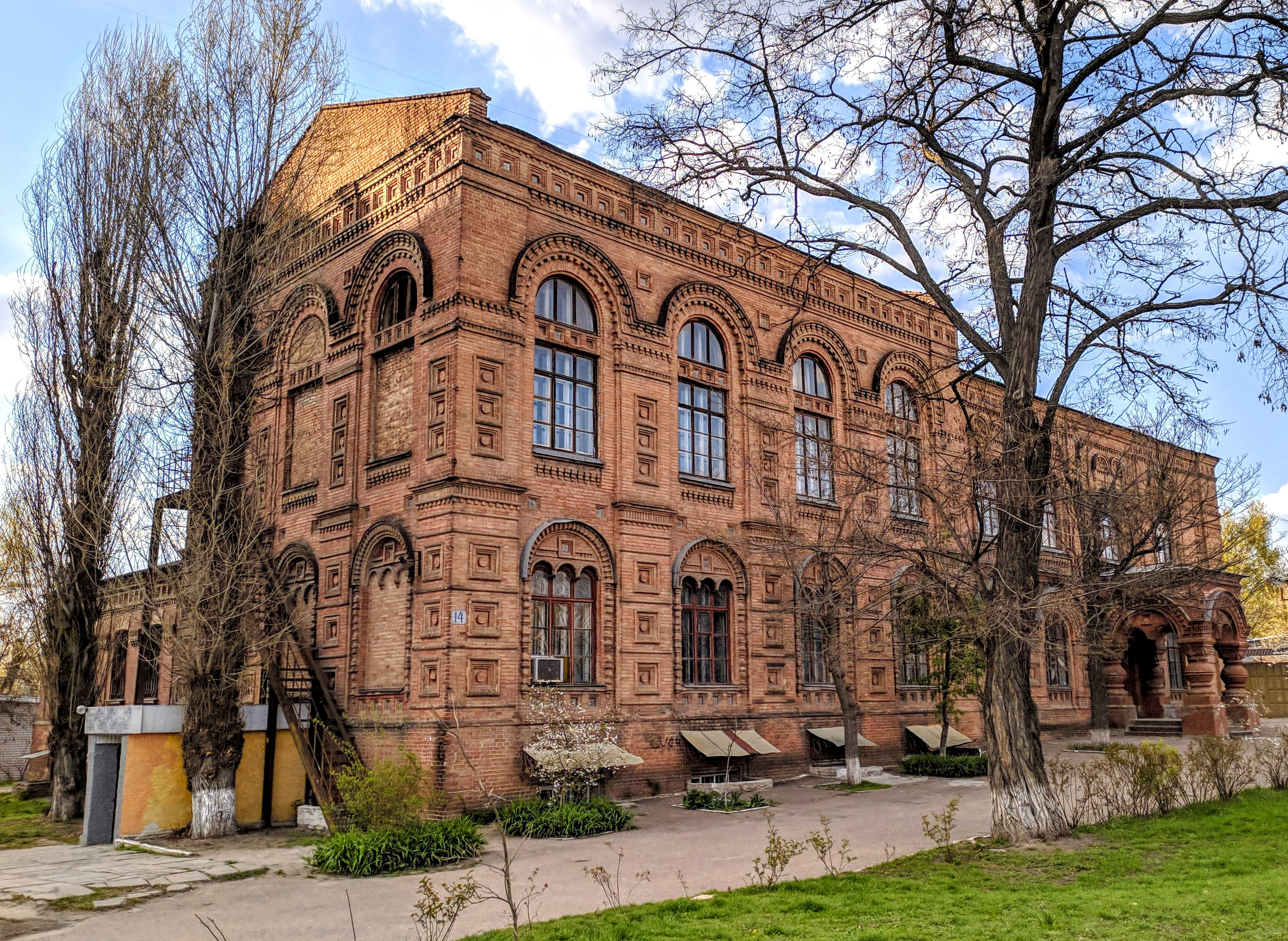
Escuela del conde
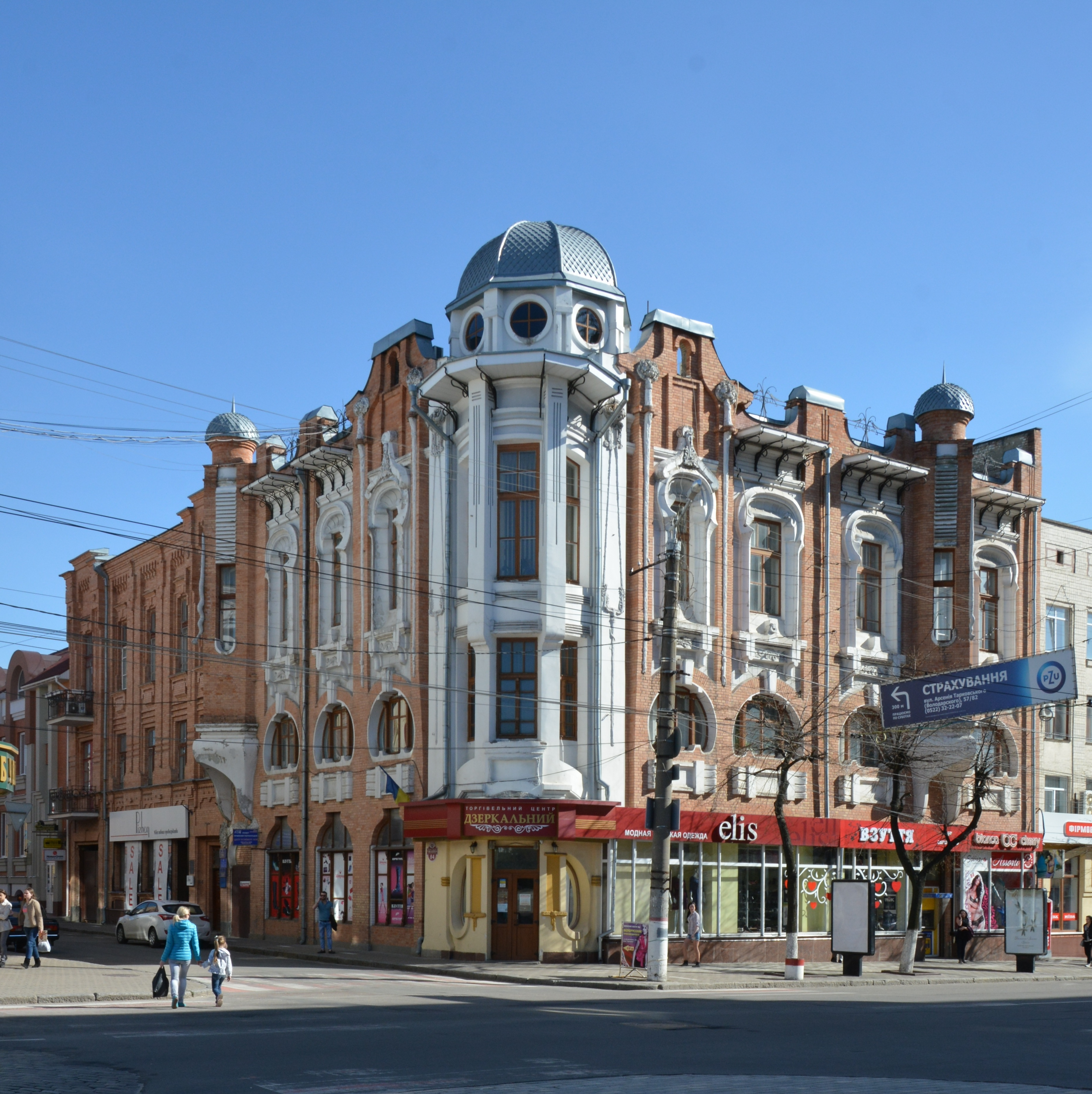
Arquitectura Art Nouveau de principios del siglo XX
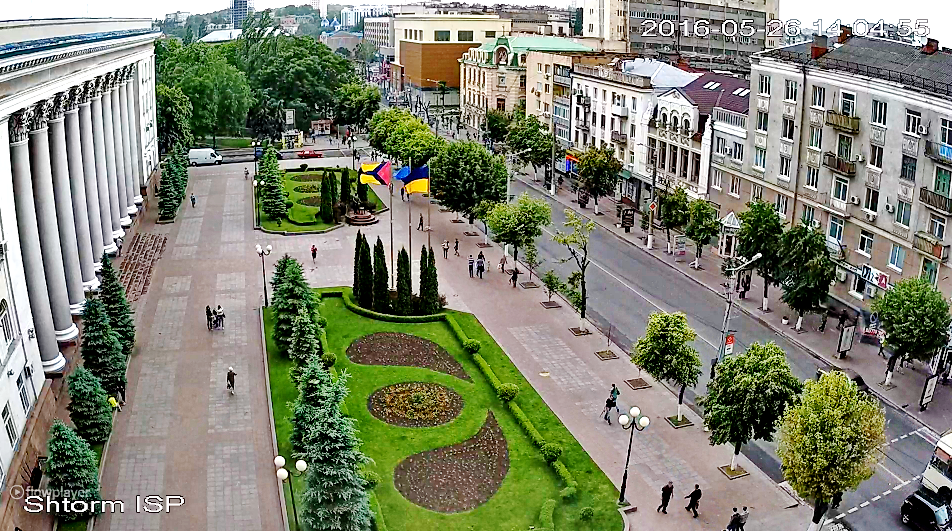
Plaza frente al ayuntamiento
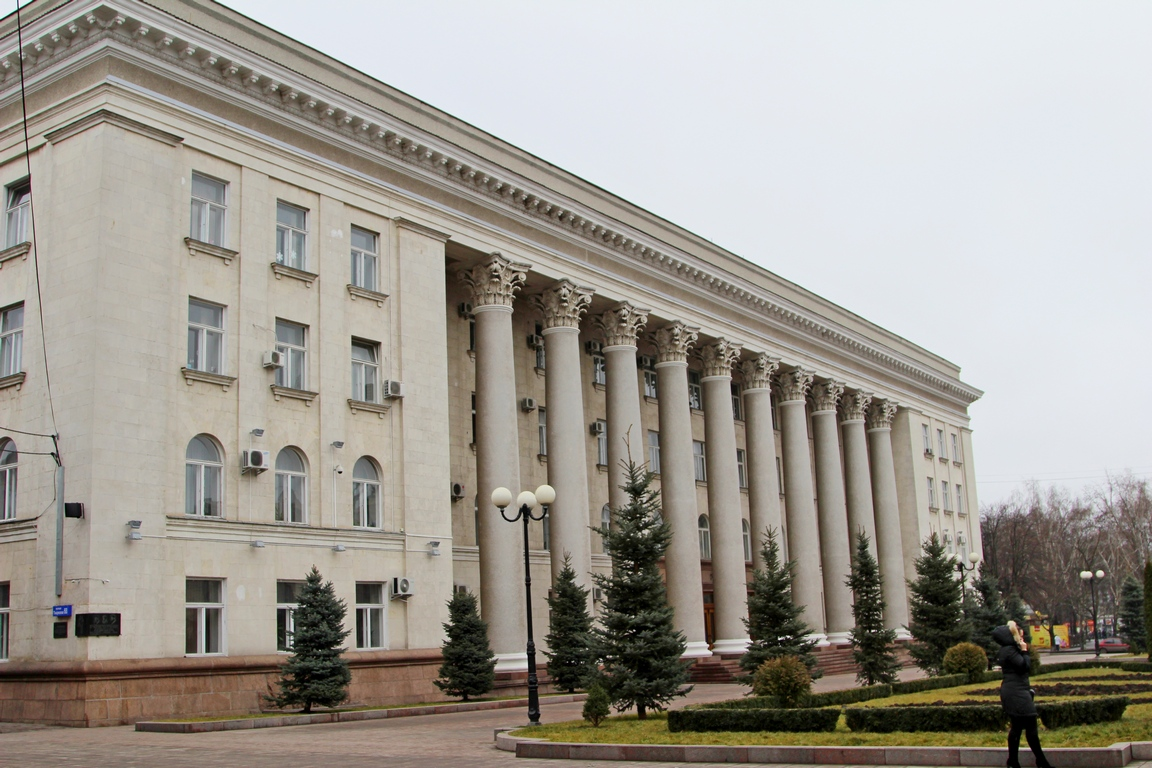
Ayuntamiento
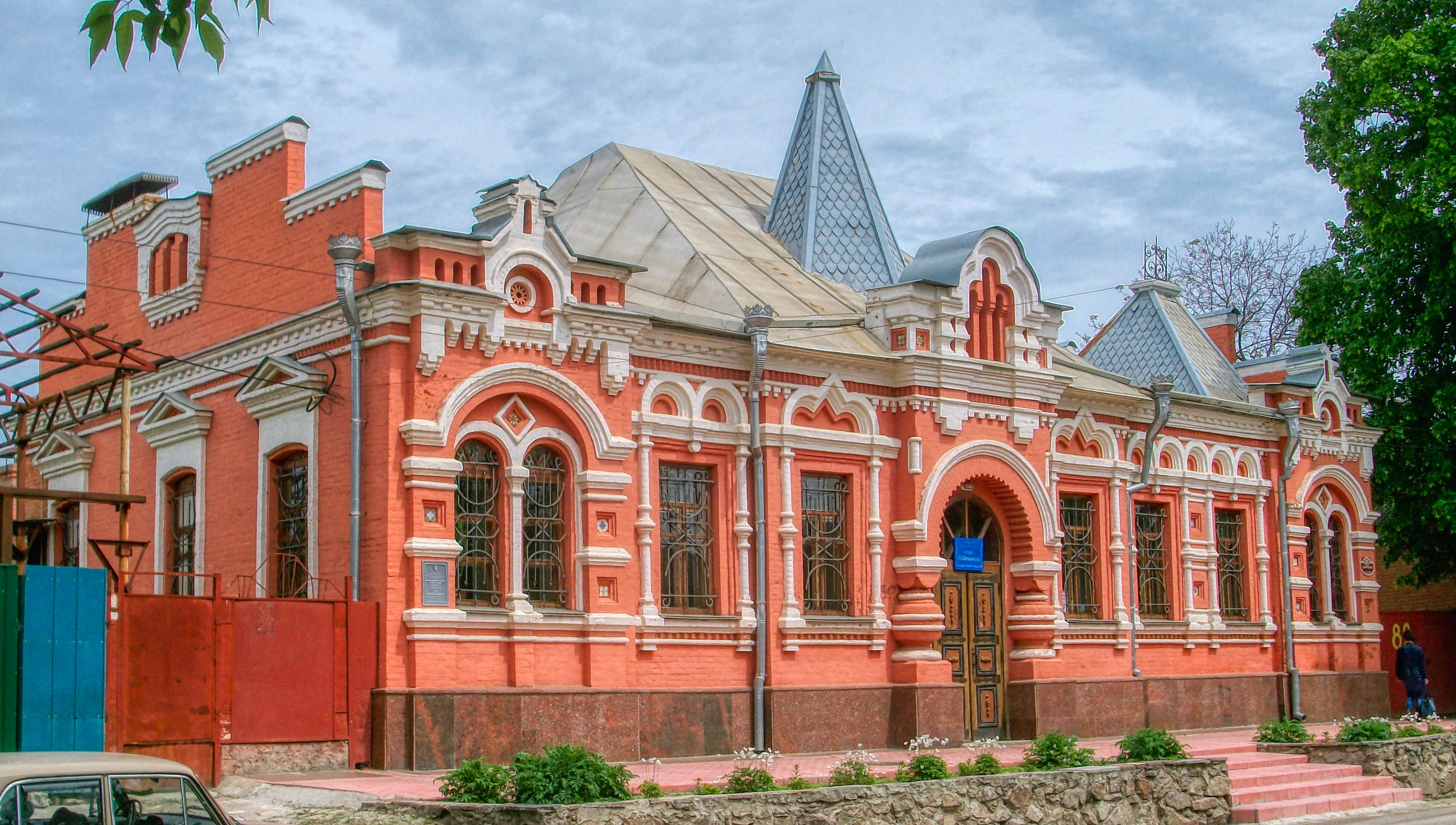
Museo Osmyorkin
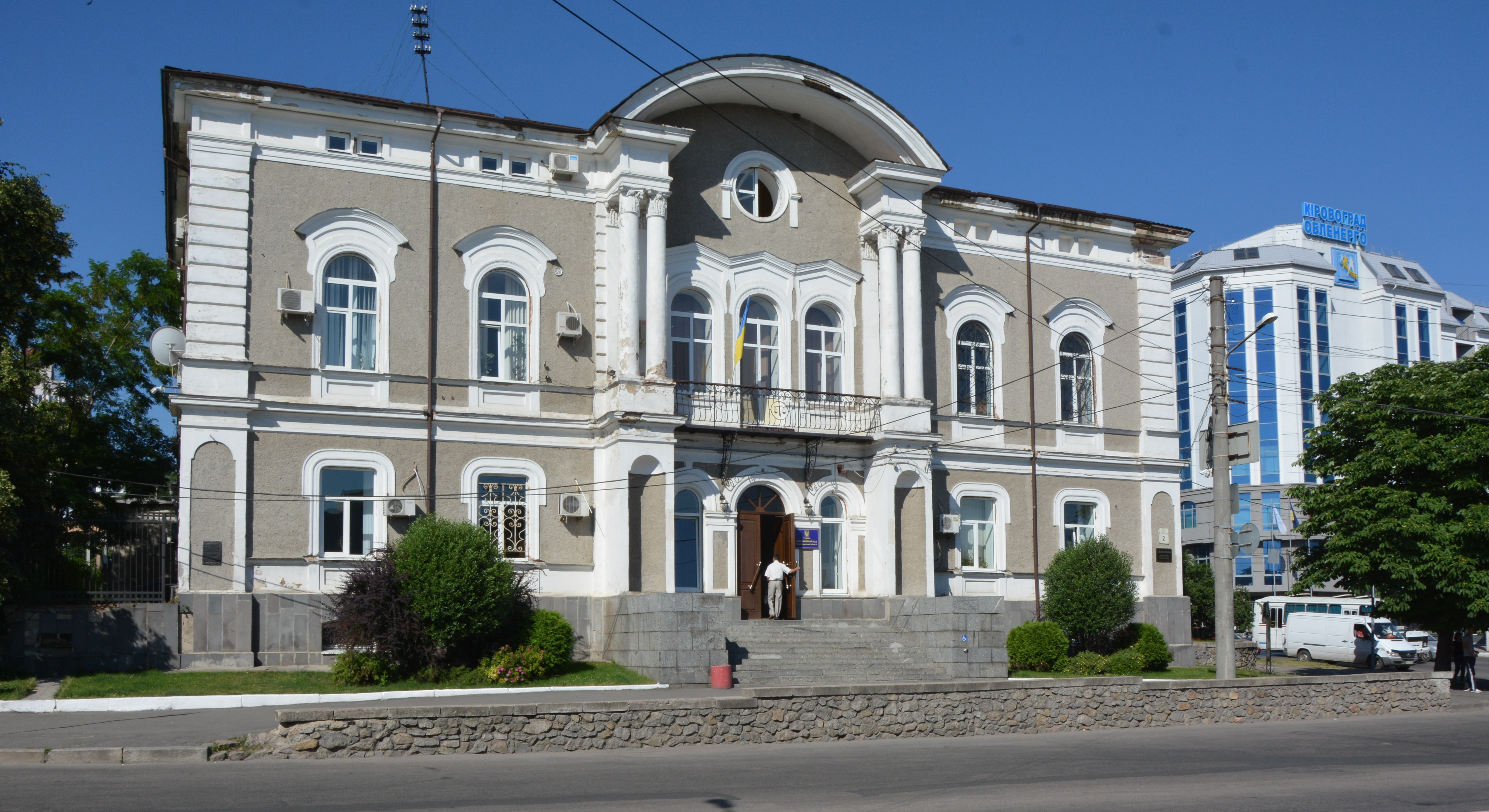
Palacio de Justicia
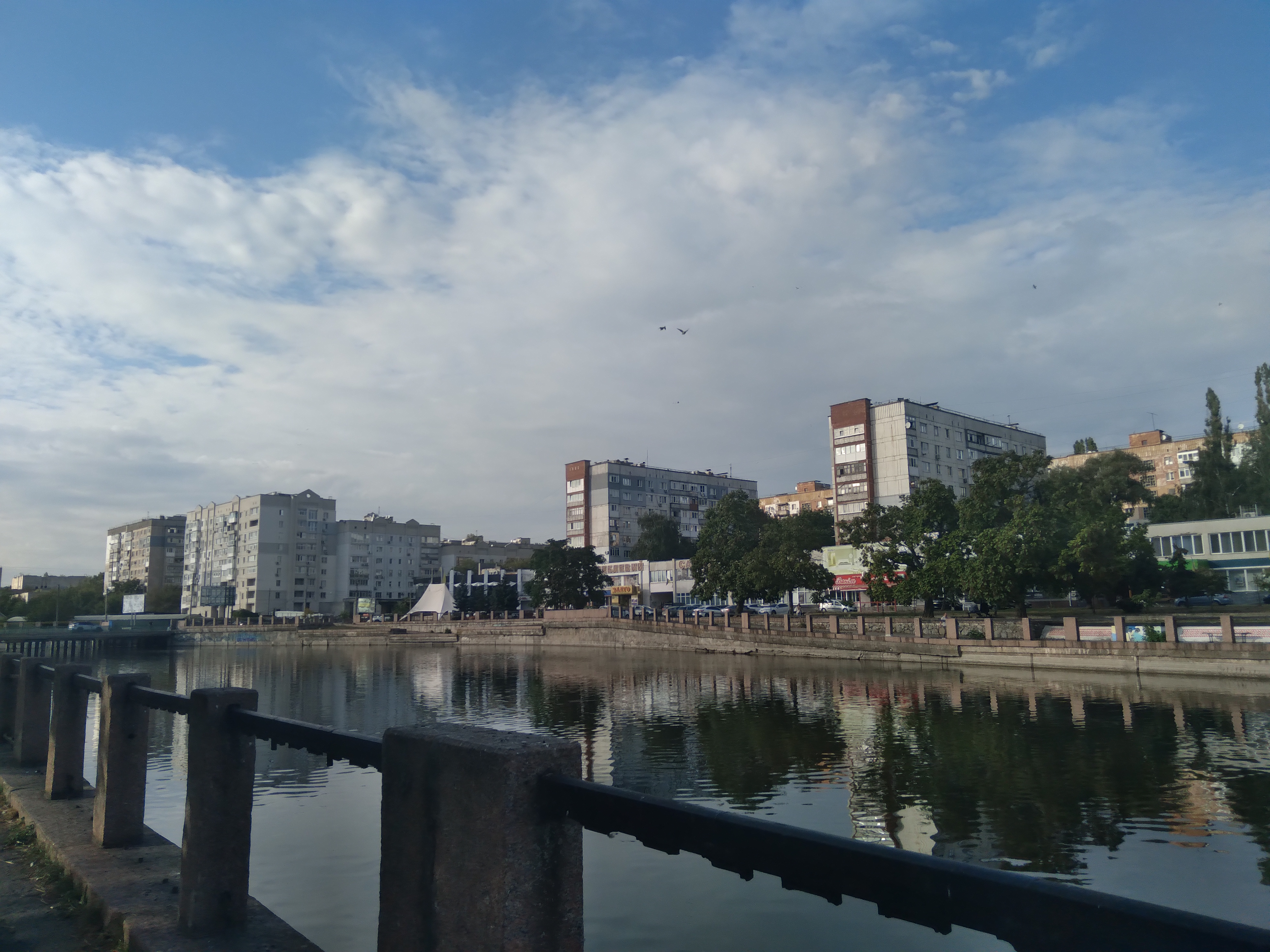
Paseo fluvial del Inhul
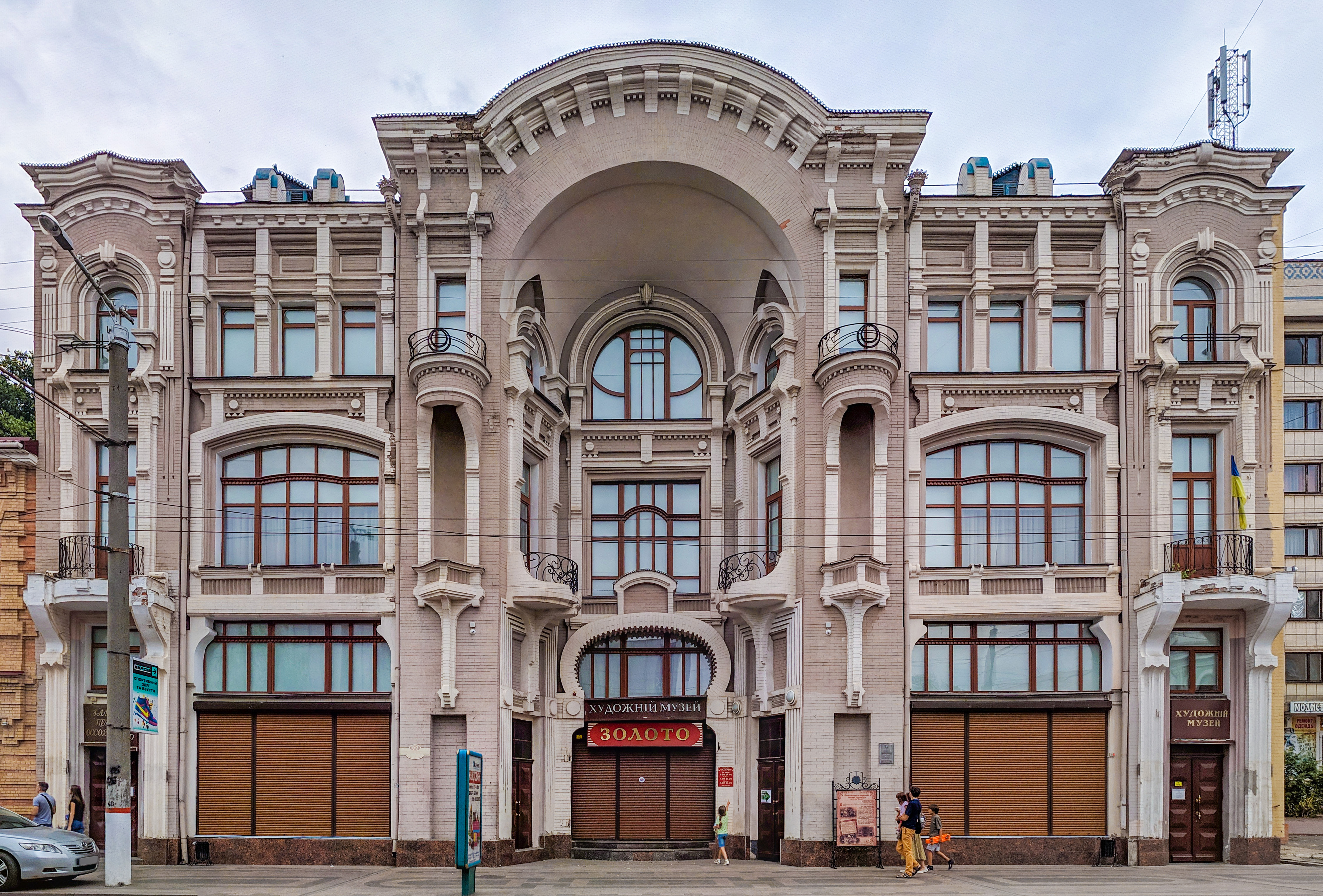
Museo de Arte
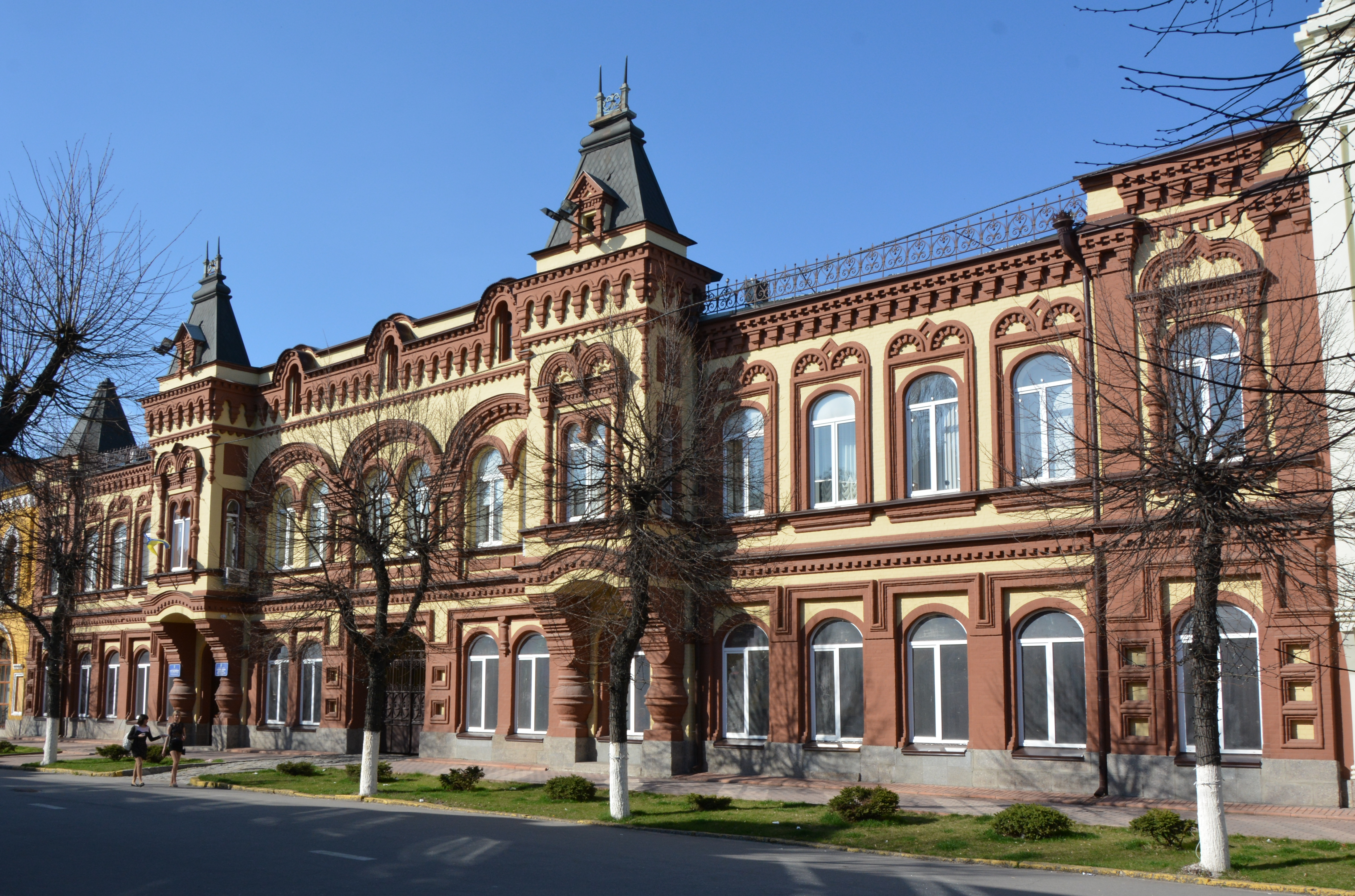
Edificio de servicios de seguridad
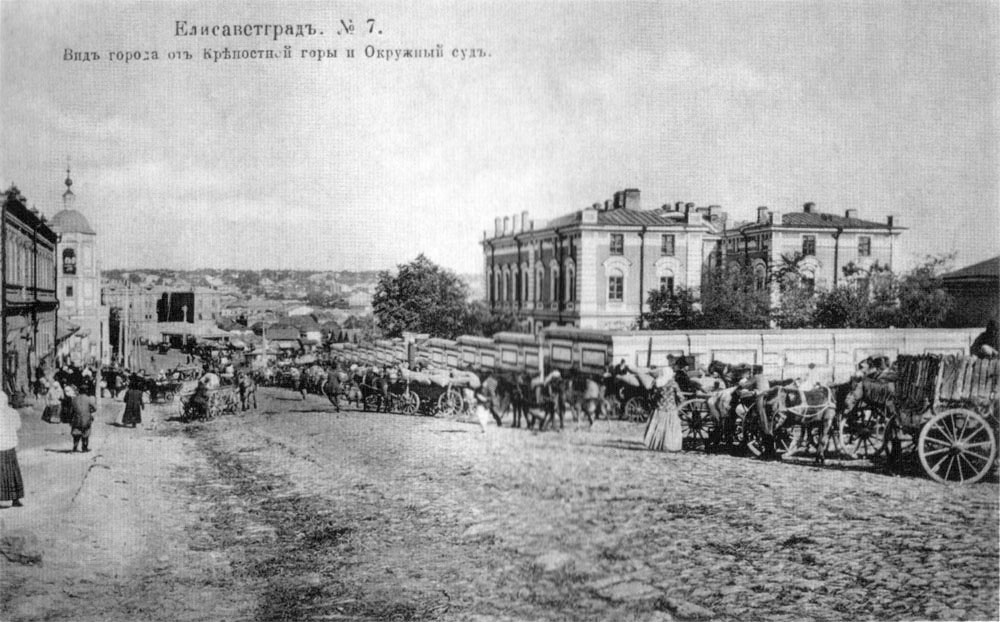
Panorama de la ciudad, 1910 años.
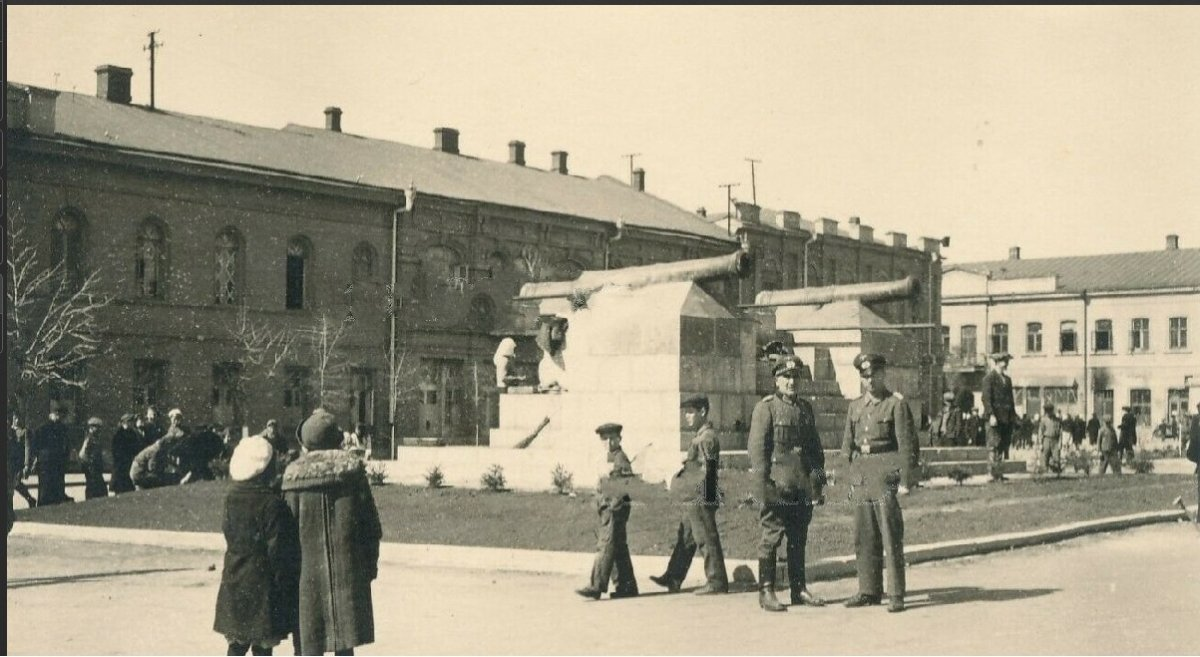
La plaza principal, 1942
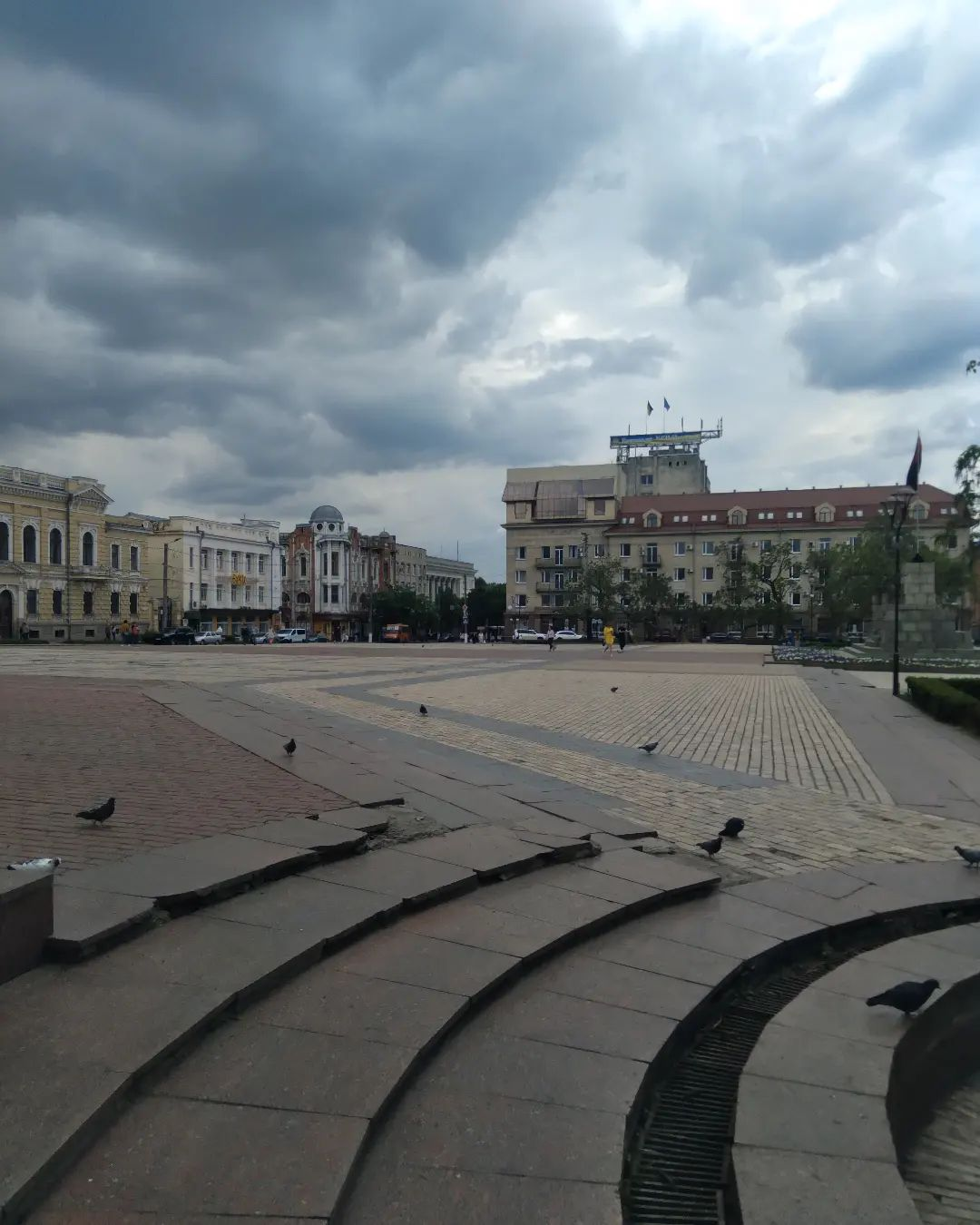
La plaza principal, 2023
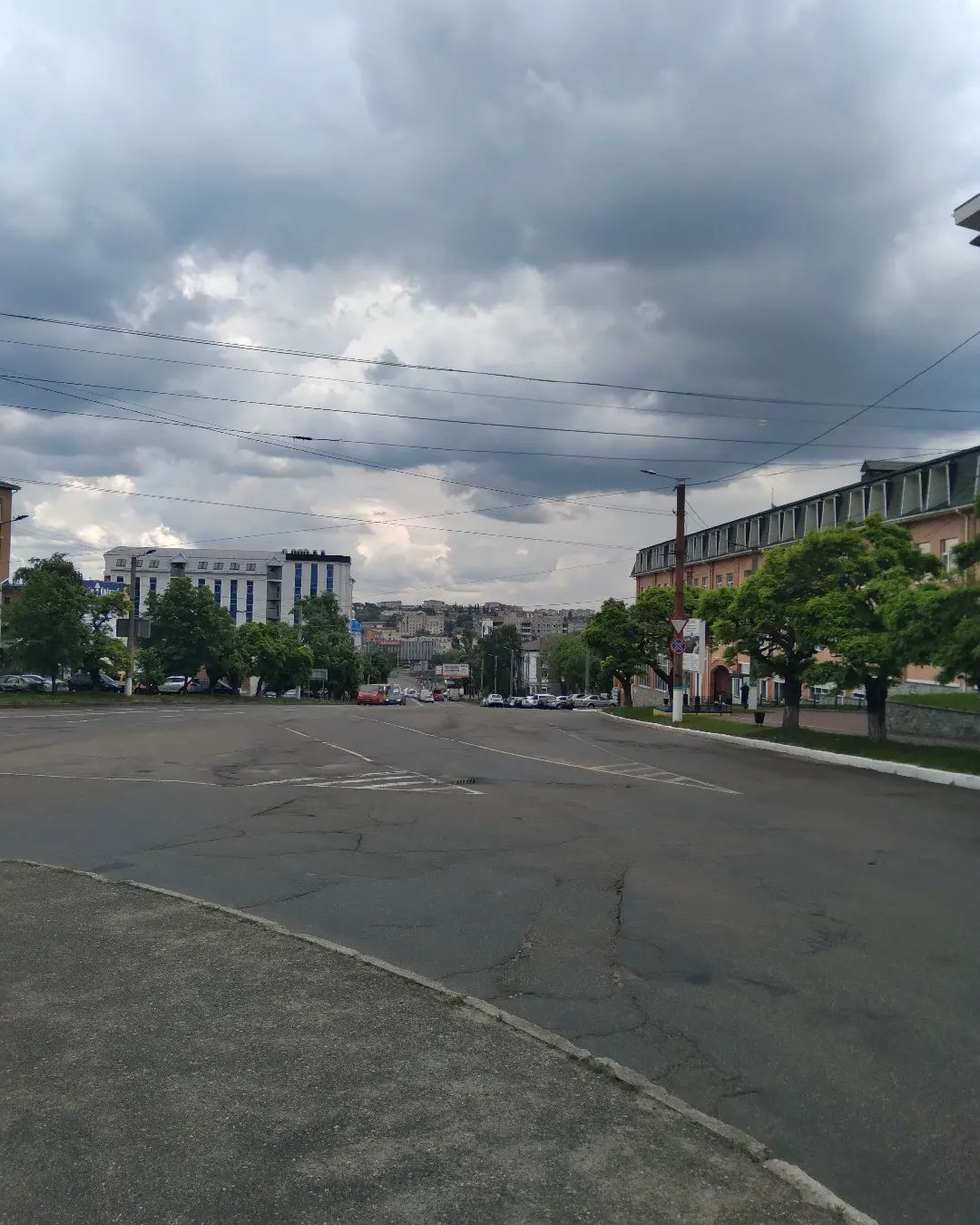
Vista cuesta abajo
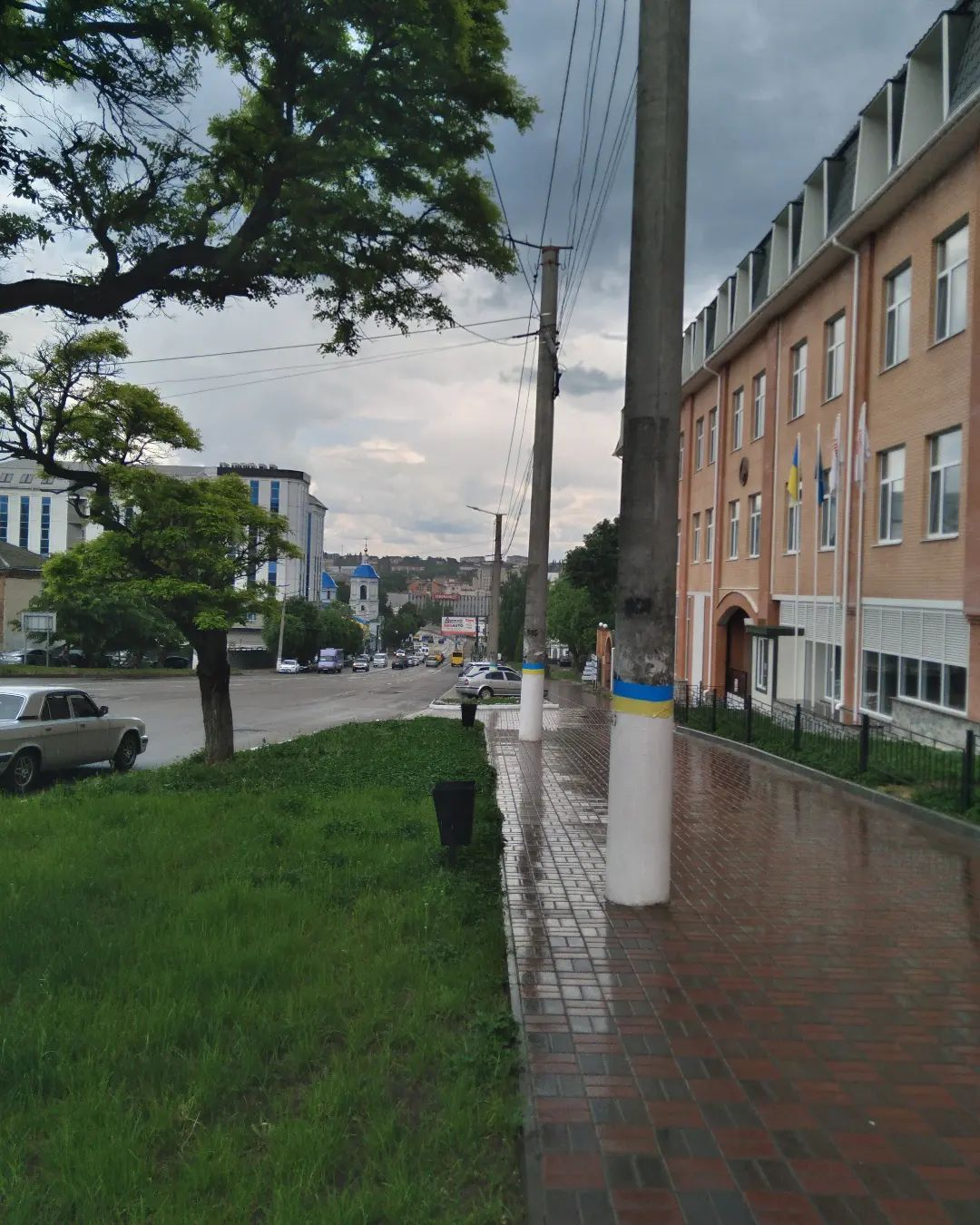
Panorama de la ciudad, 2023
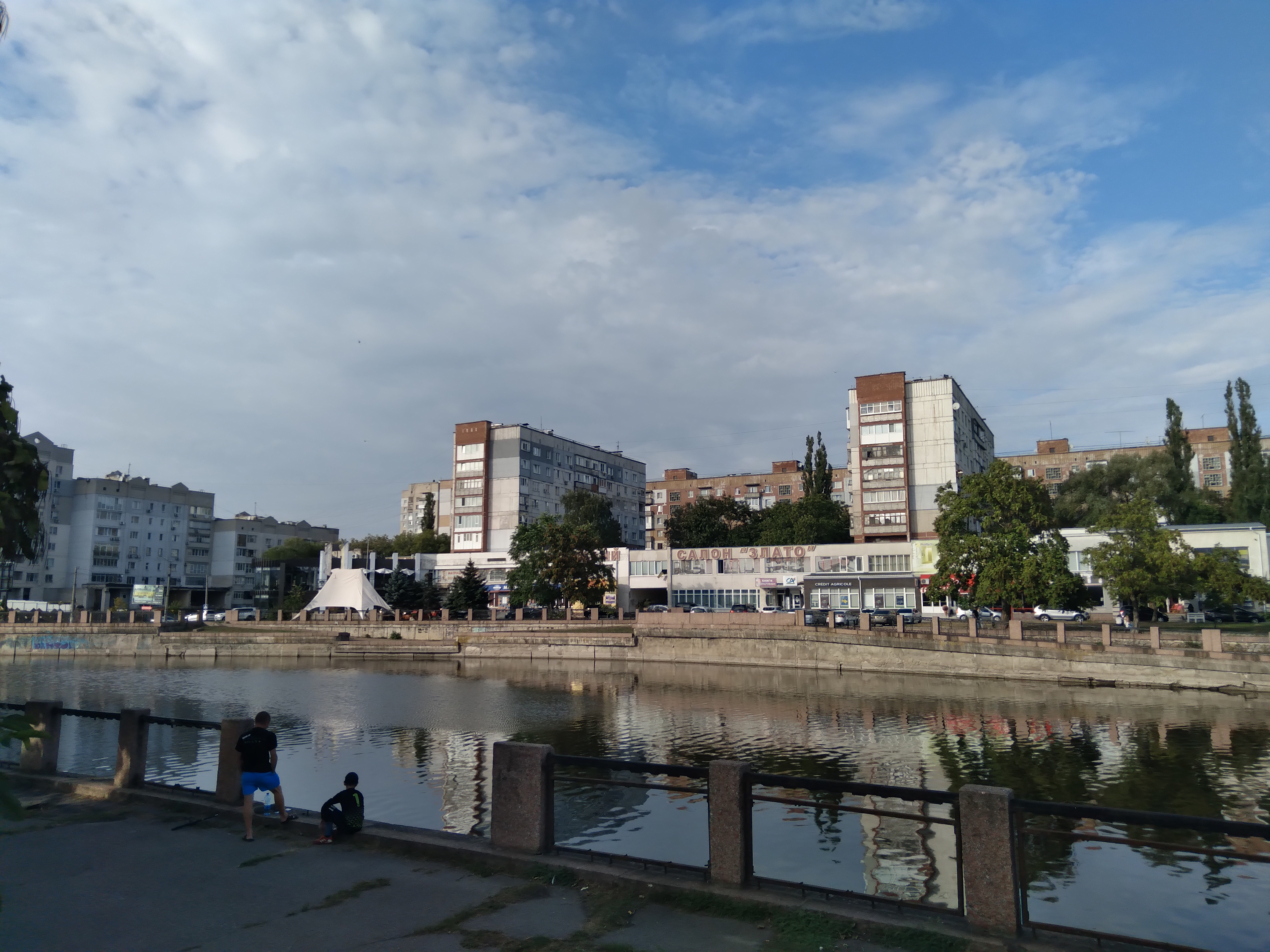
Arquitectura en el terraplén
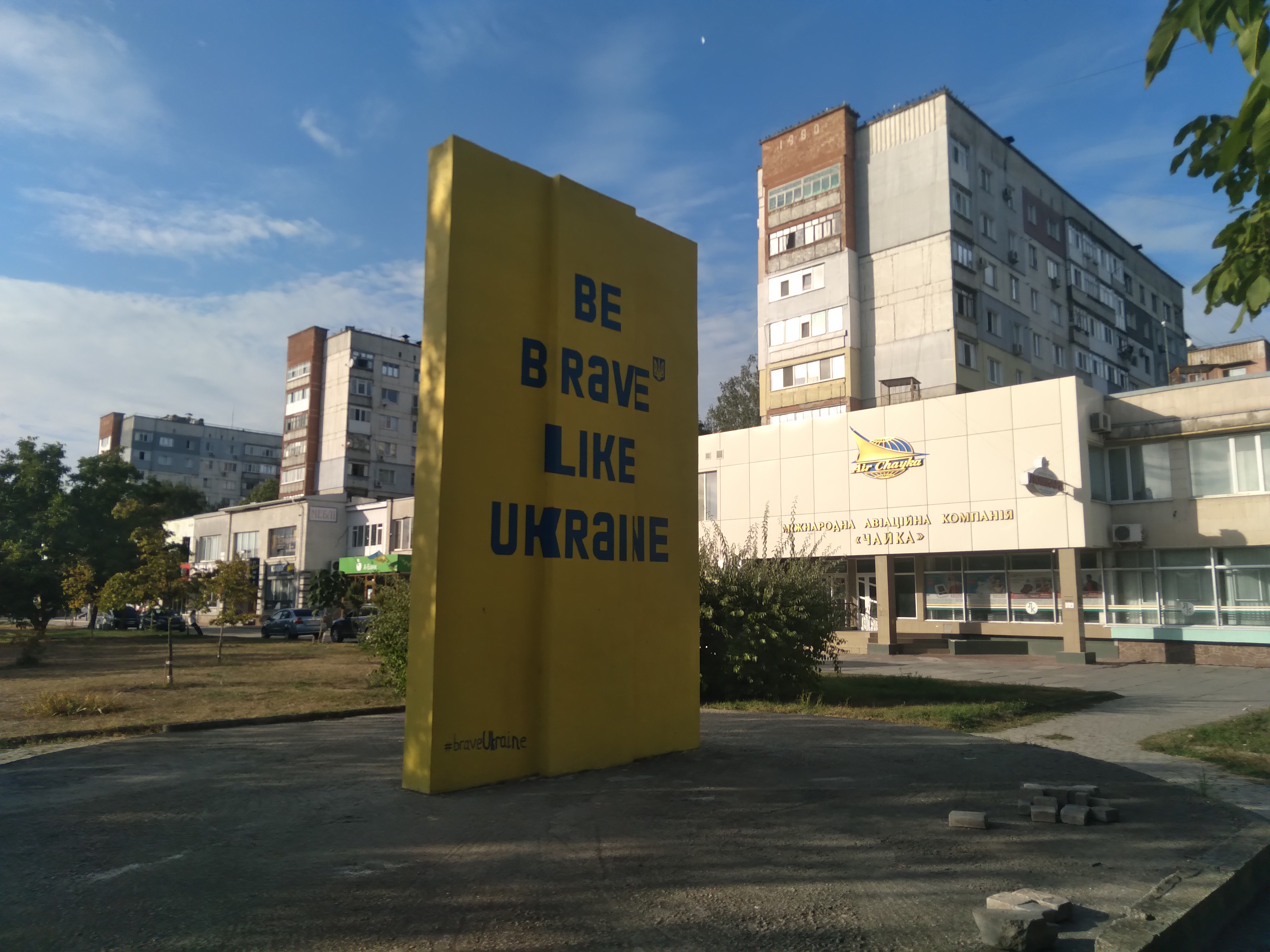
Monumento "sé valiente como Ucrania"
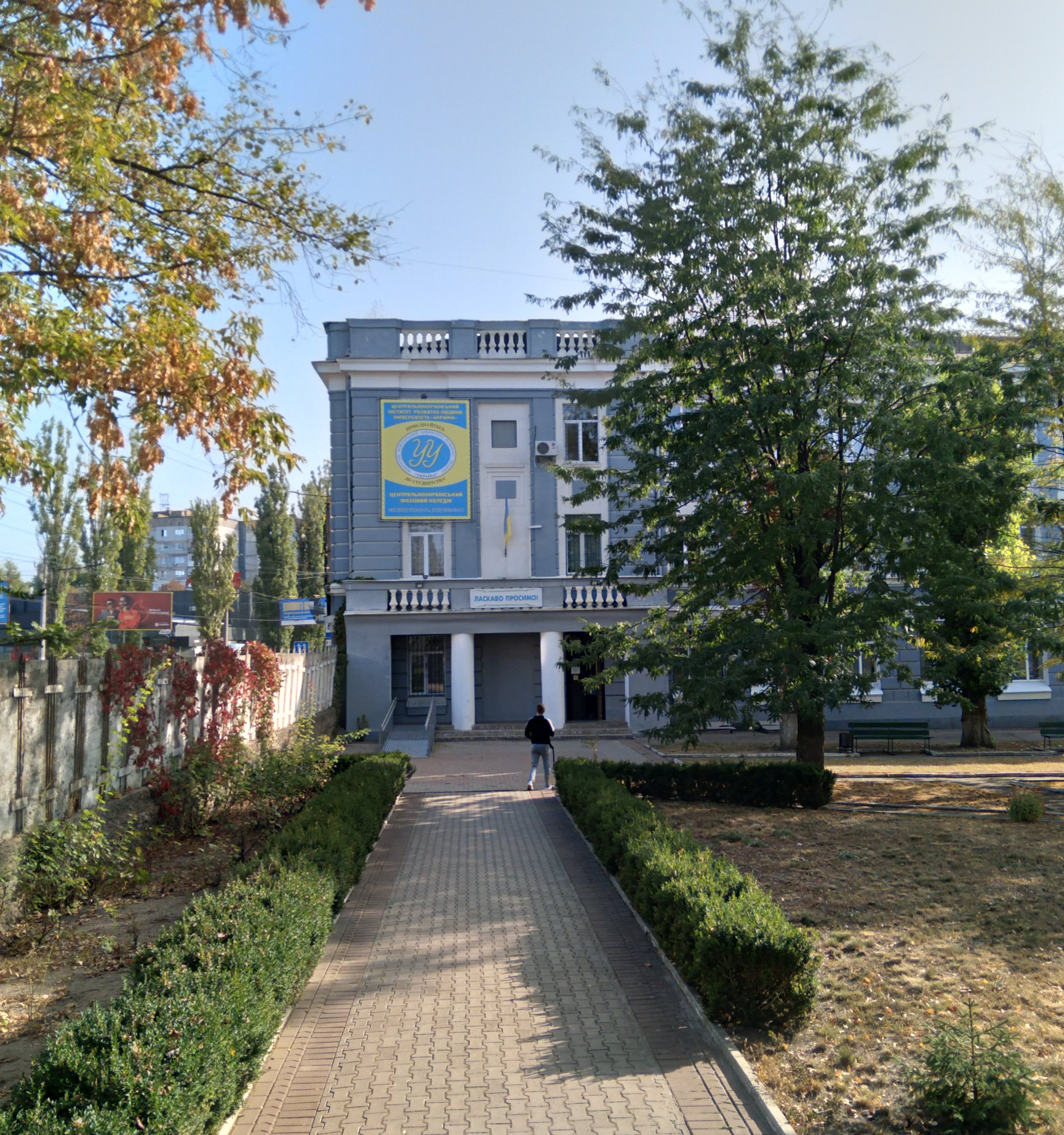
Una de las instituciones de educación superior
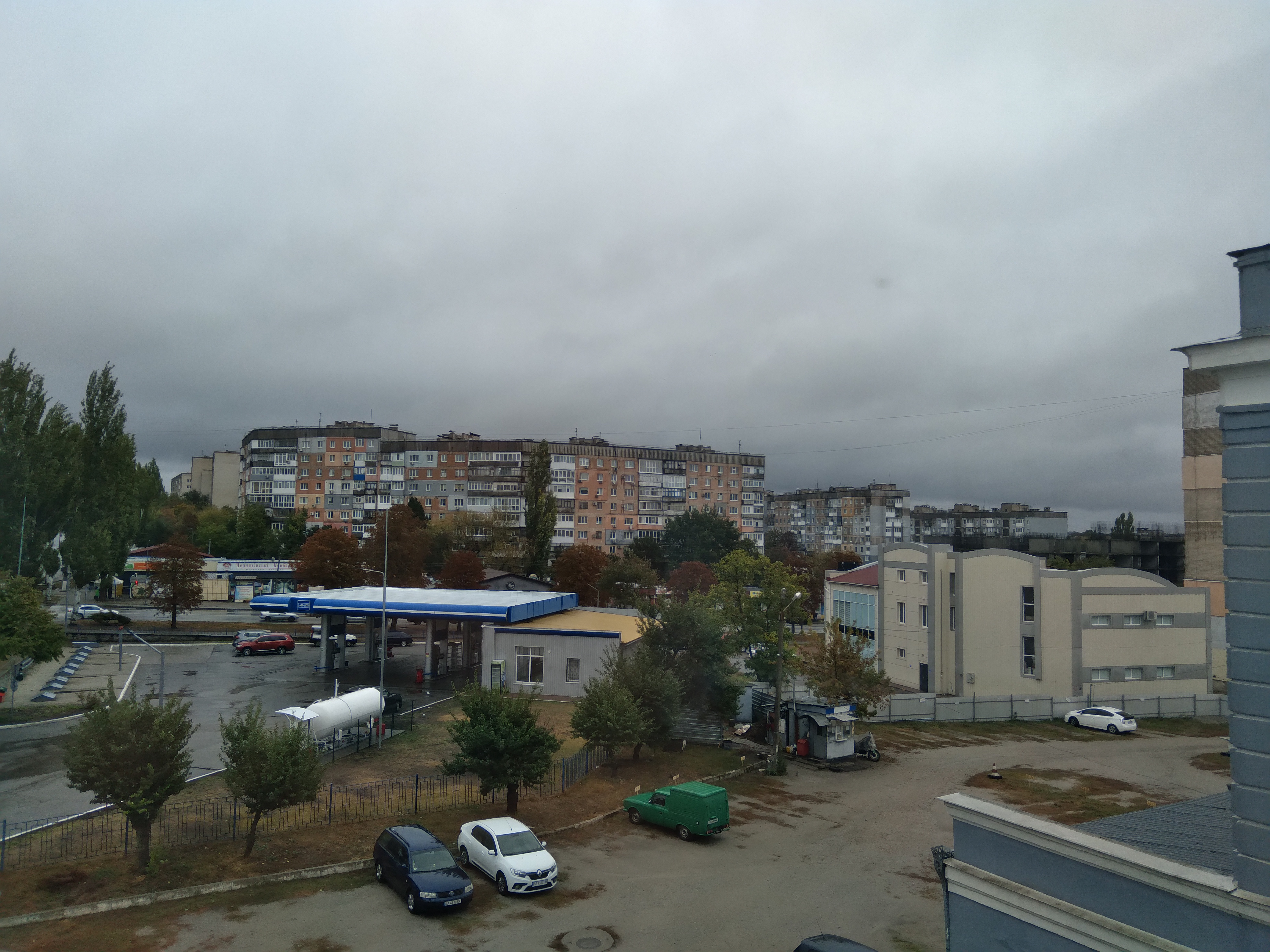
complejo residencial en la calle Poltavska
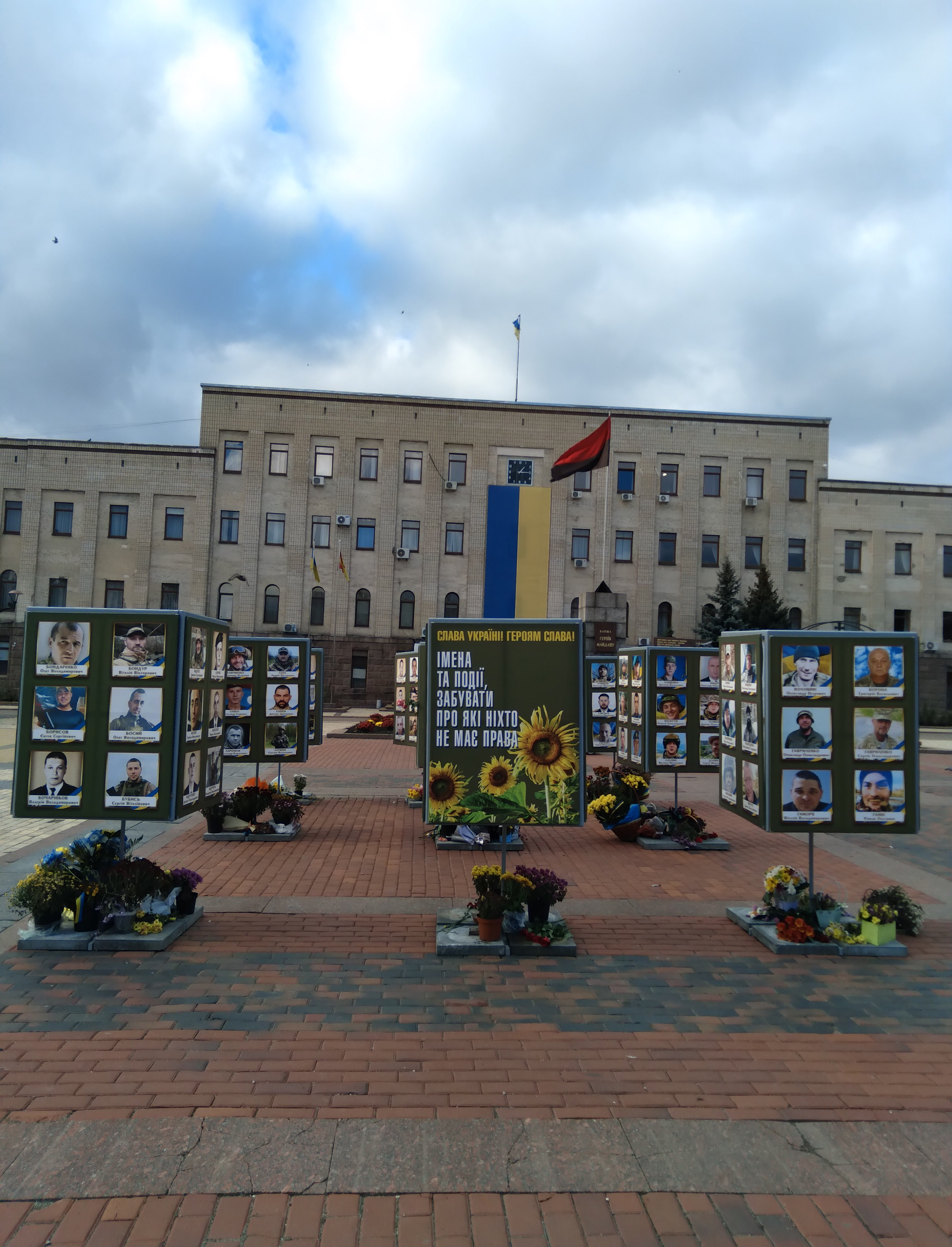
Administración Estatal Regional
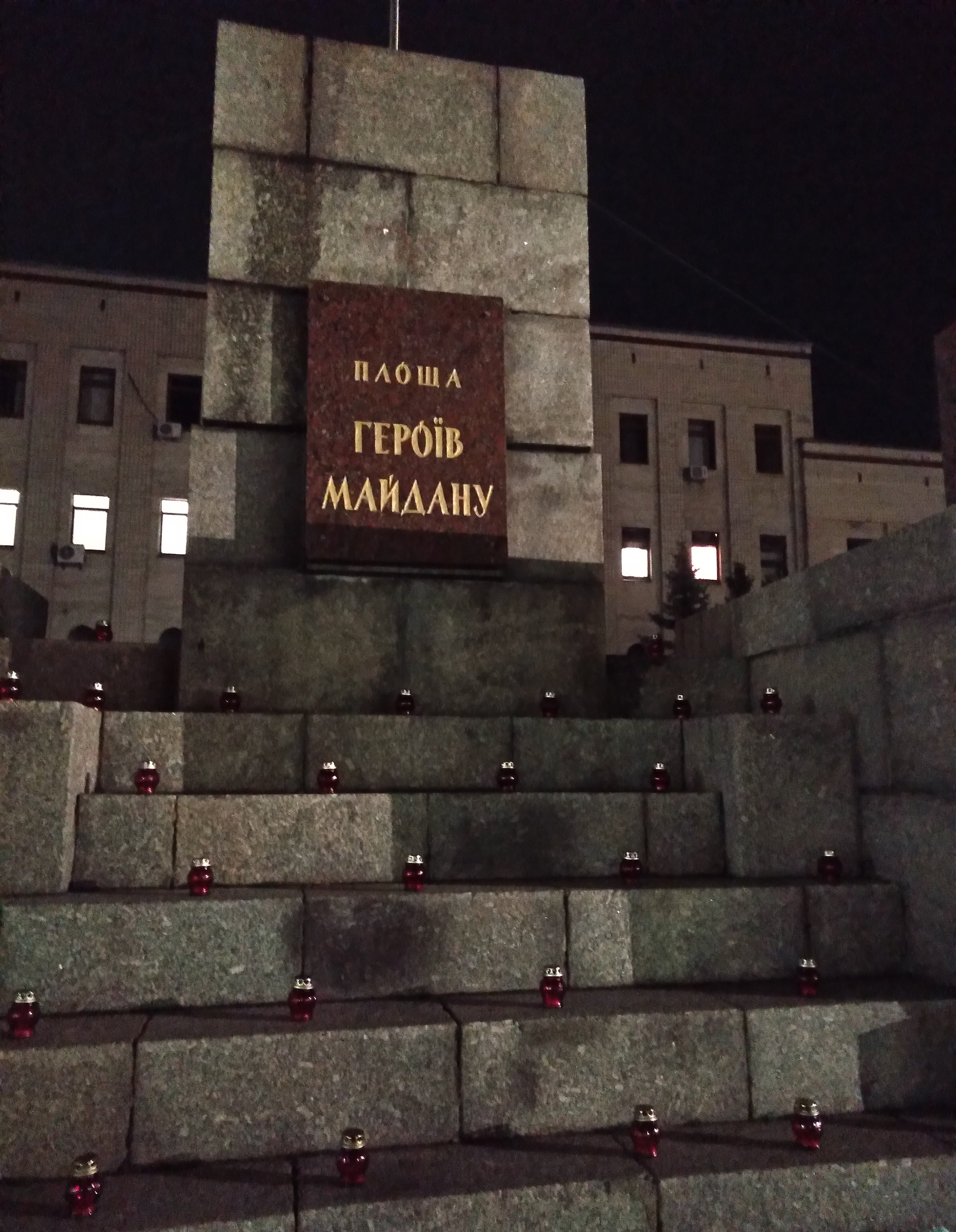
Un monumento a los héroes de Euromaidán
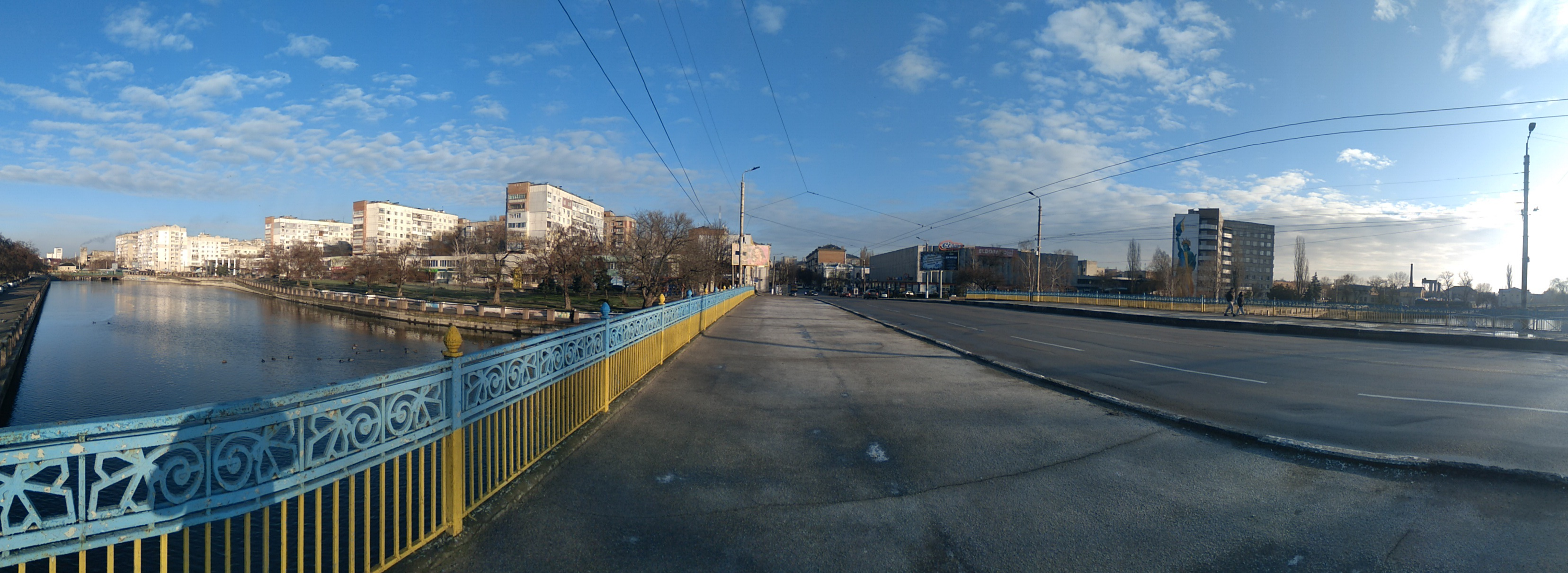
El puente principal sobre el Inhul
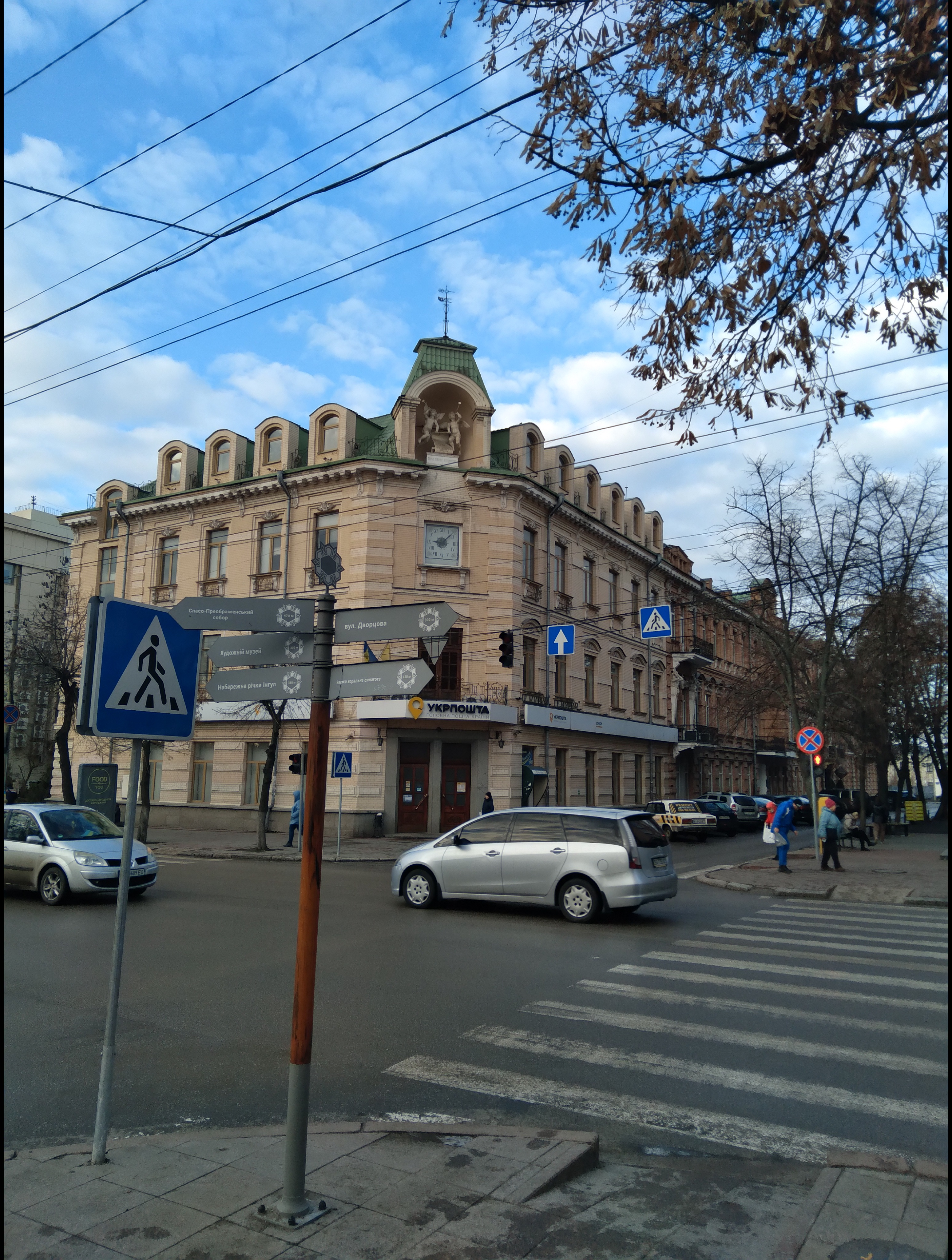
Oficina de correos principal
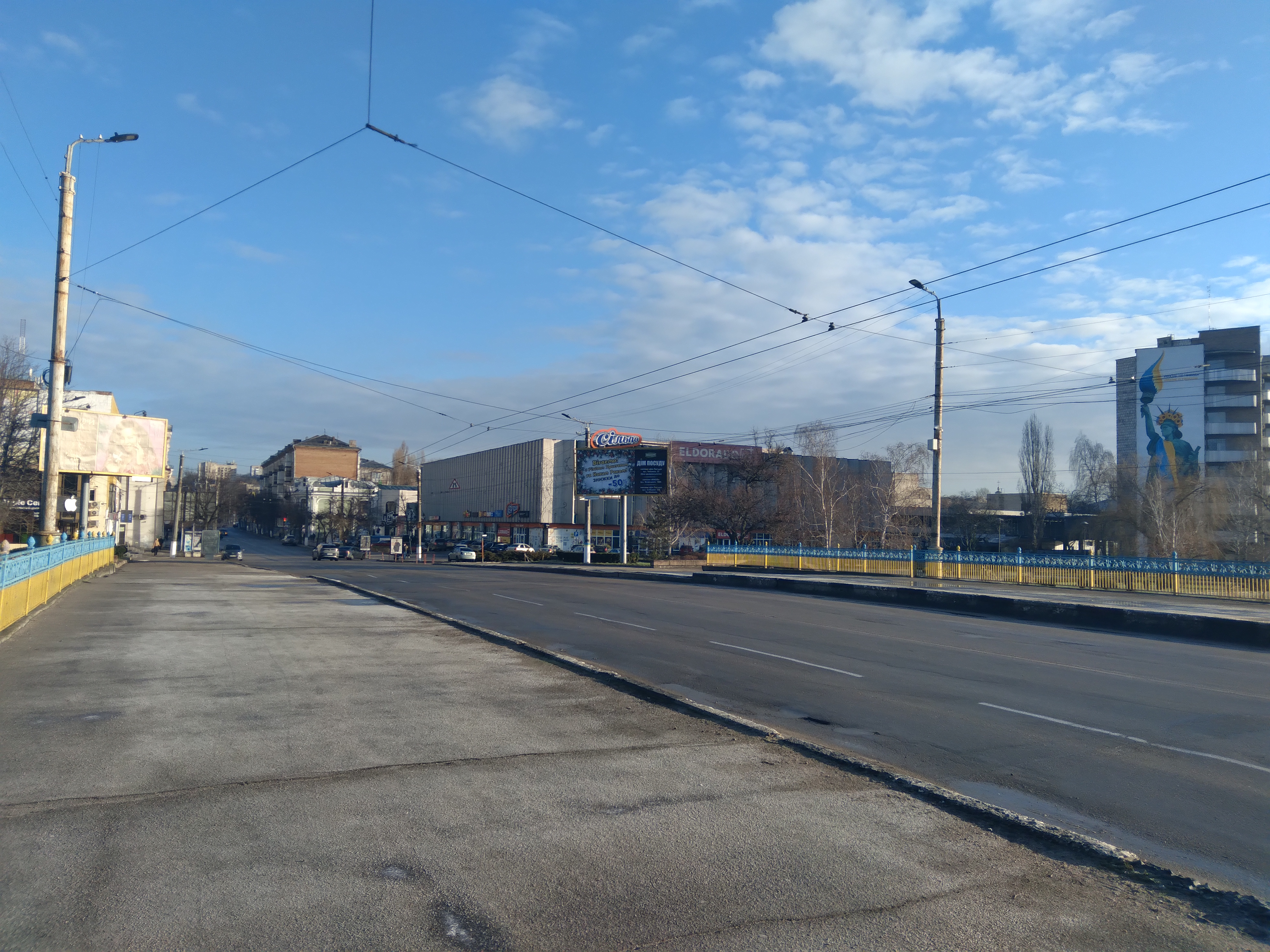
Calle principal (Velika Perspektivna)
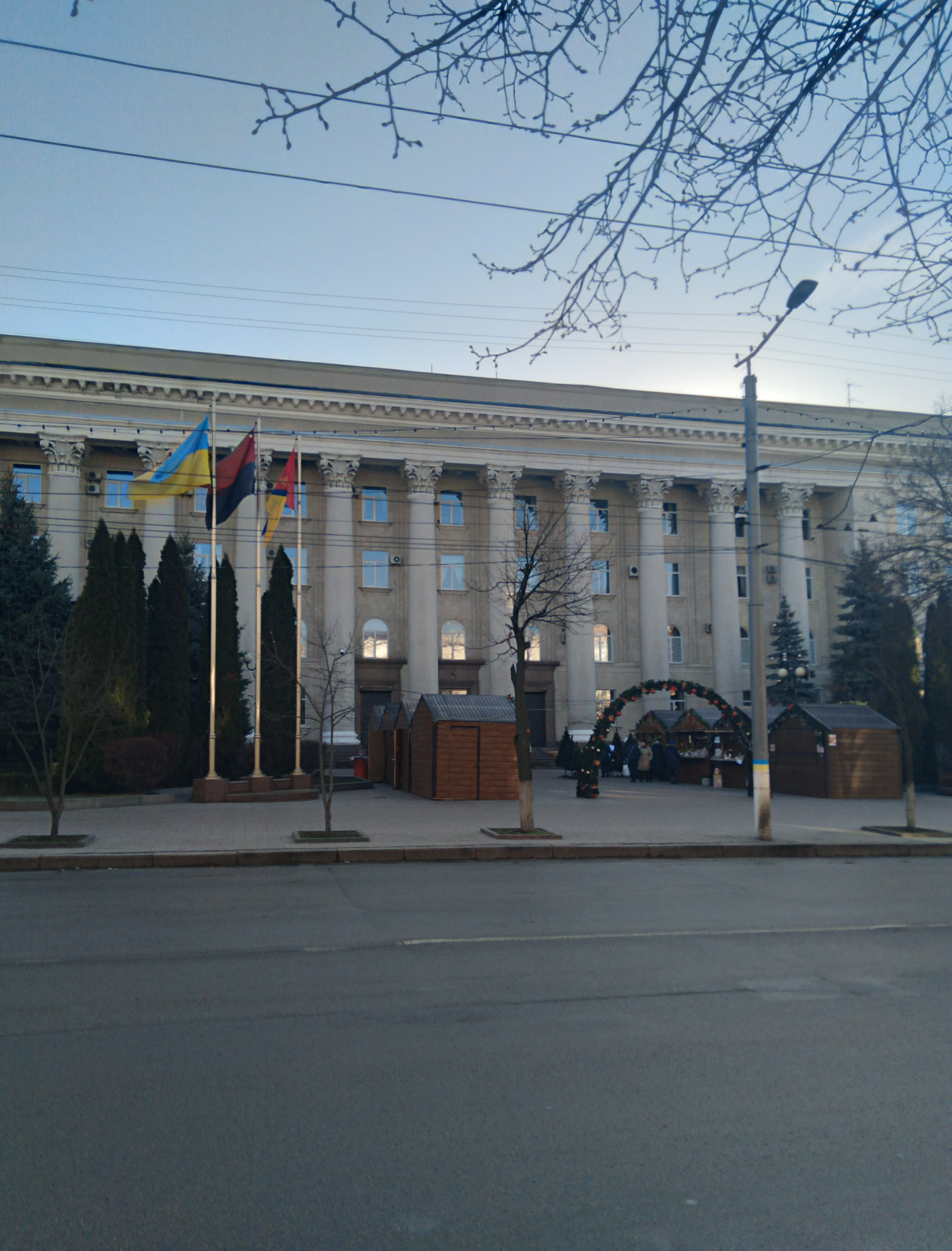
Administración de la ciudad estado
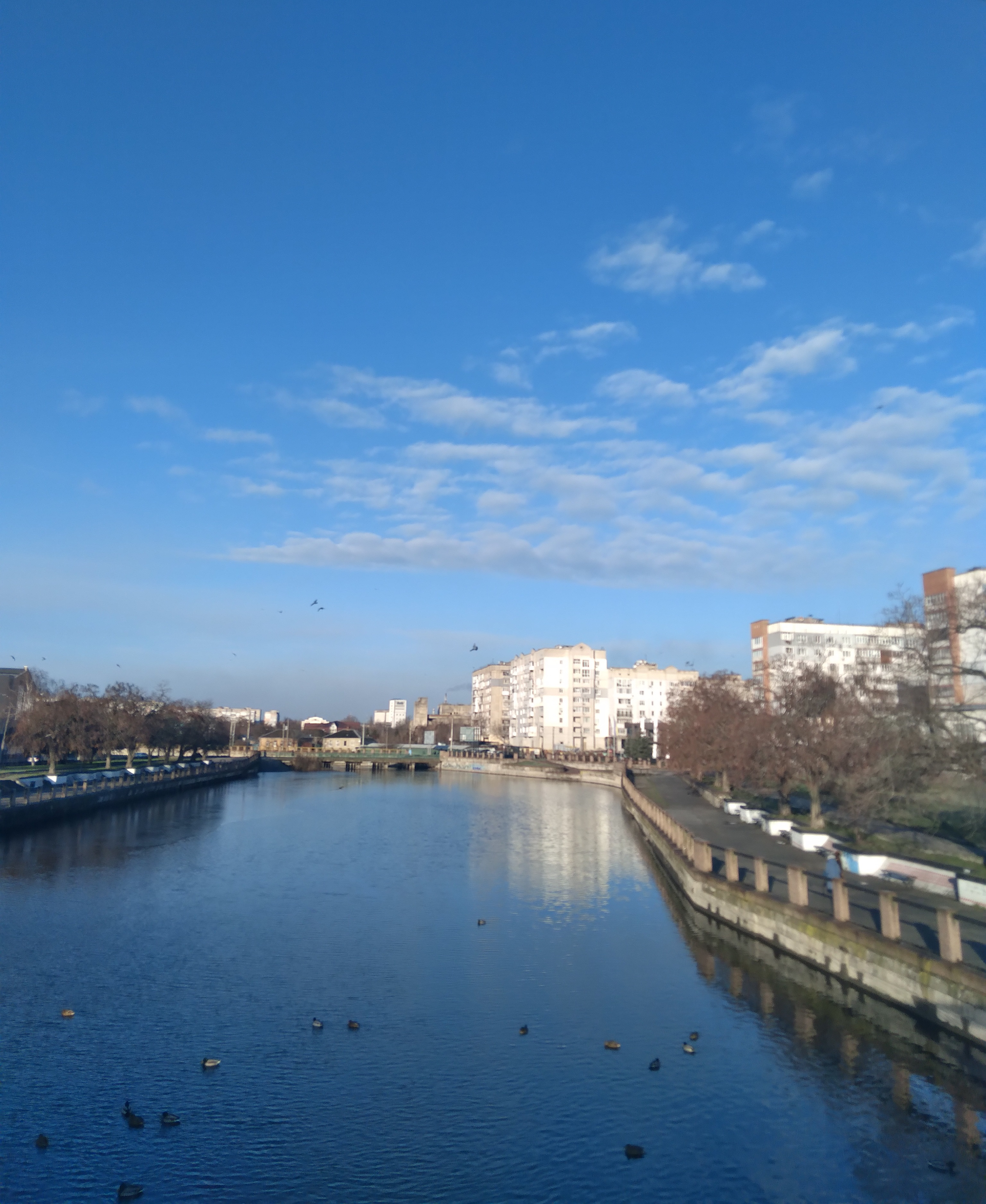
Río InHul
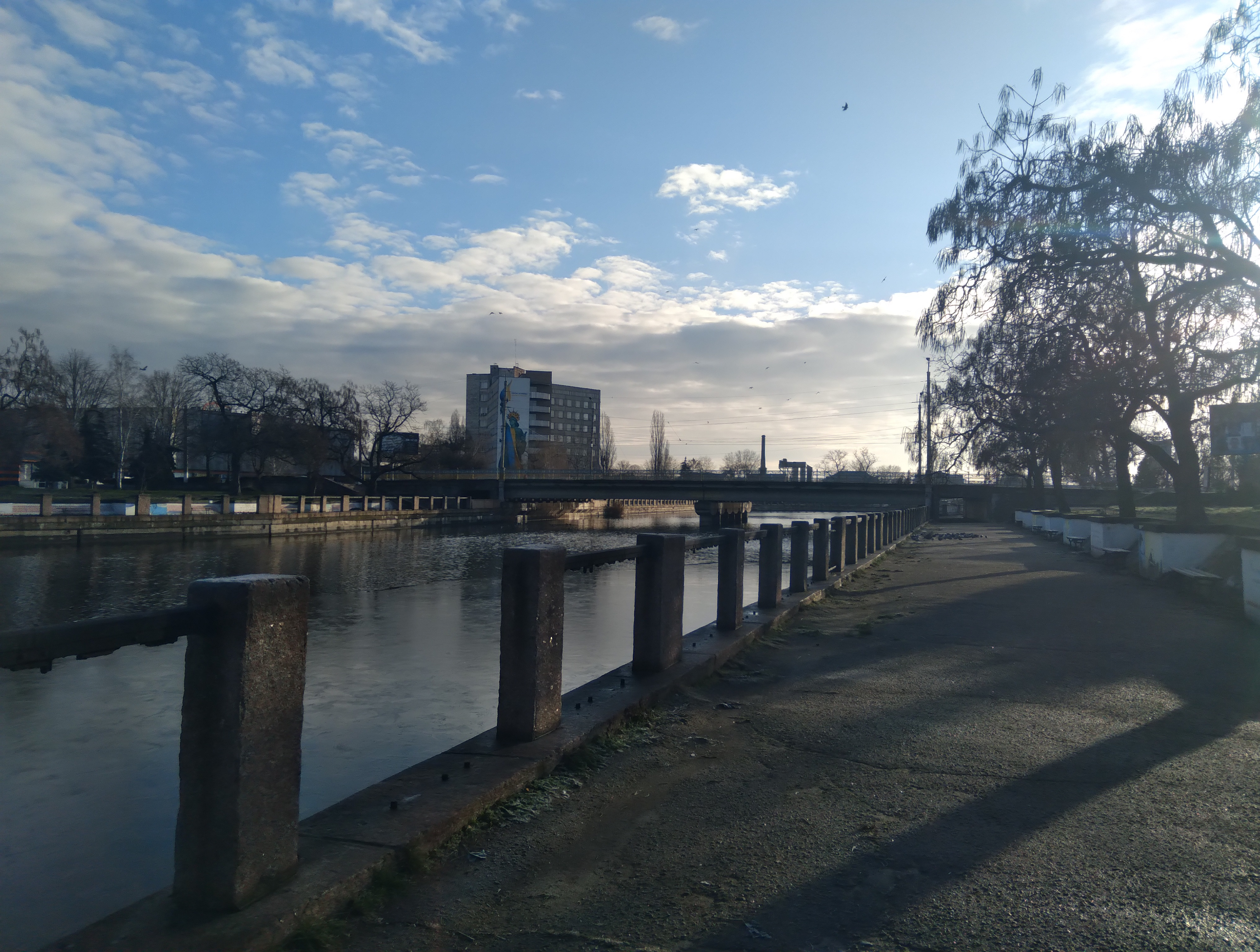
Río Inhul

### Ciudades hermanadas
- Dobrich (Bulgaria)
- Davenport (Estados Unidos)